# أكسيلي غالن كاليلا
أكسيلي غالن كاليلا (بالإنجليزية: Akseli Gallen-Kallela)‏ بوري، 26 أبريل 1865 - ستوكهولم، 7 مارس 1931) رسام فنلندي اشتهر برسمه لصور الملحمة الكاليفالا الوطنية الفنلندية. يعتبر عمله في غاية الأهمية للهوية الوطنية الفنلندية.

## معرض الصور

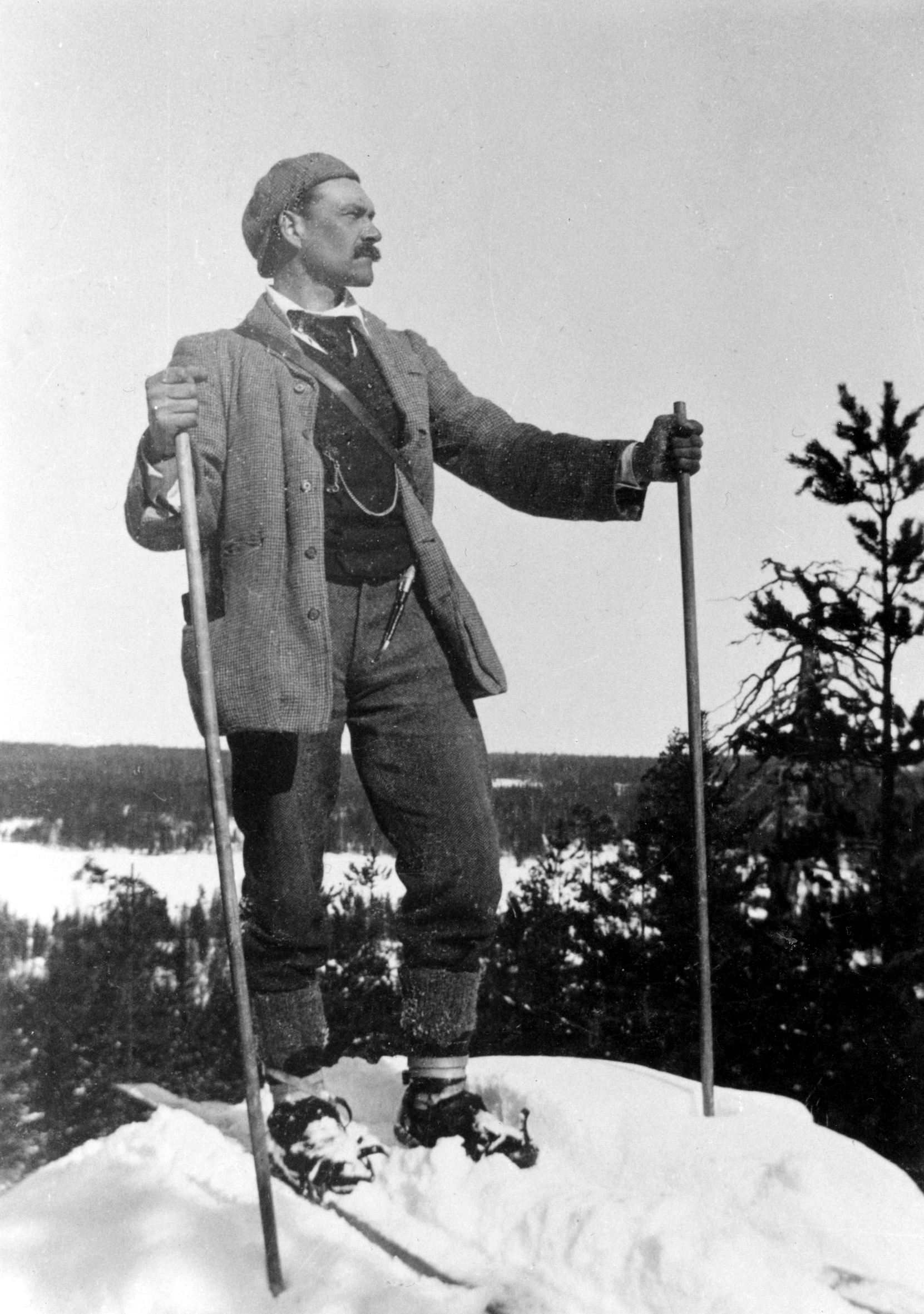
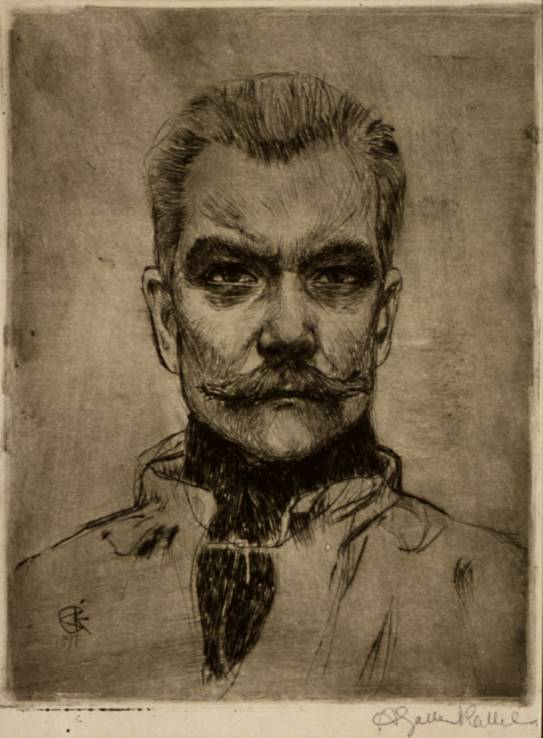
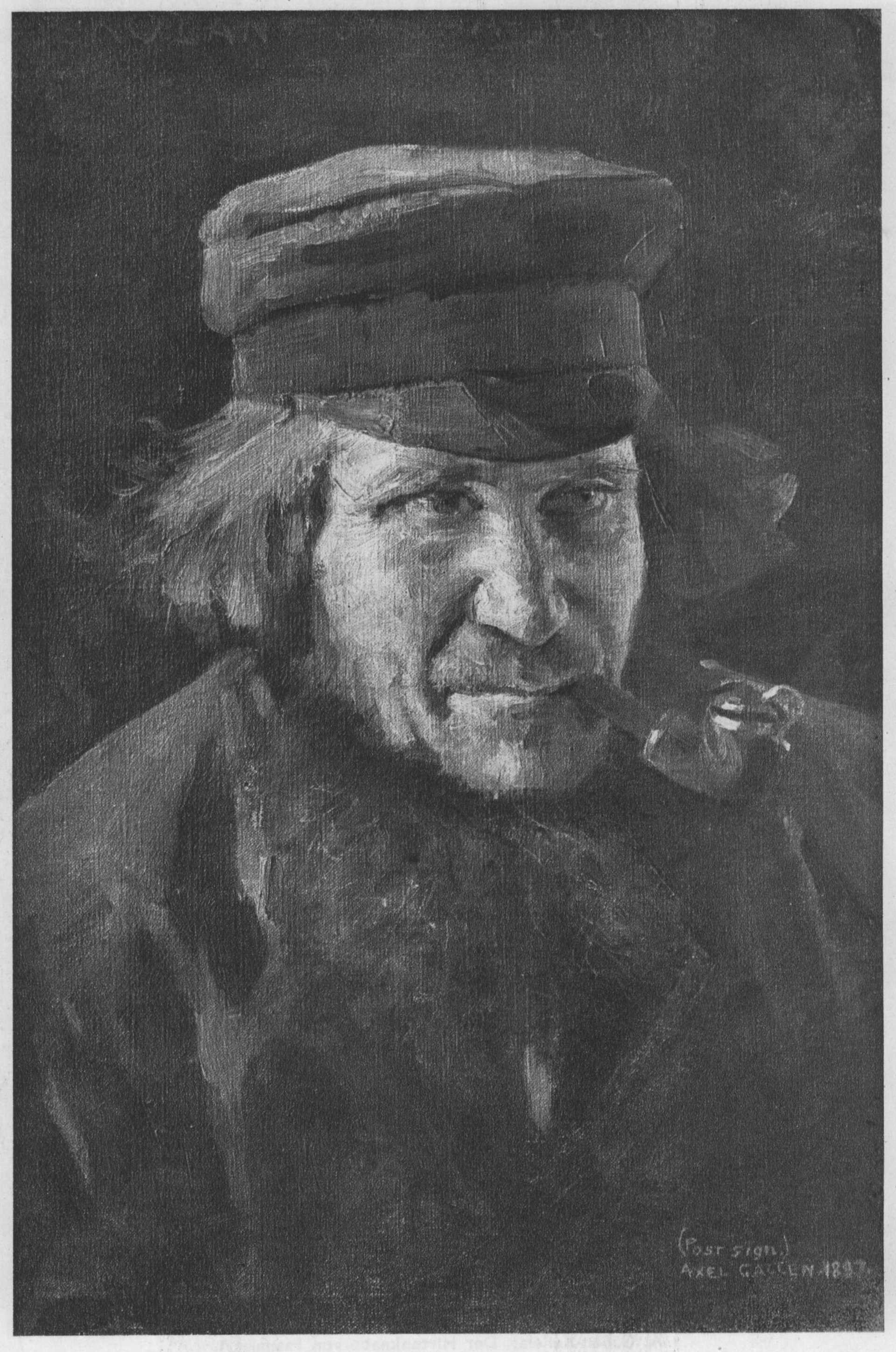
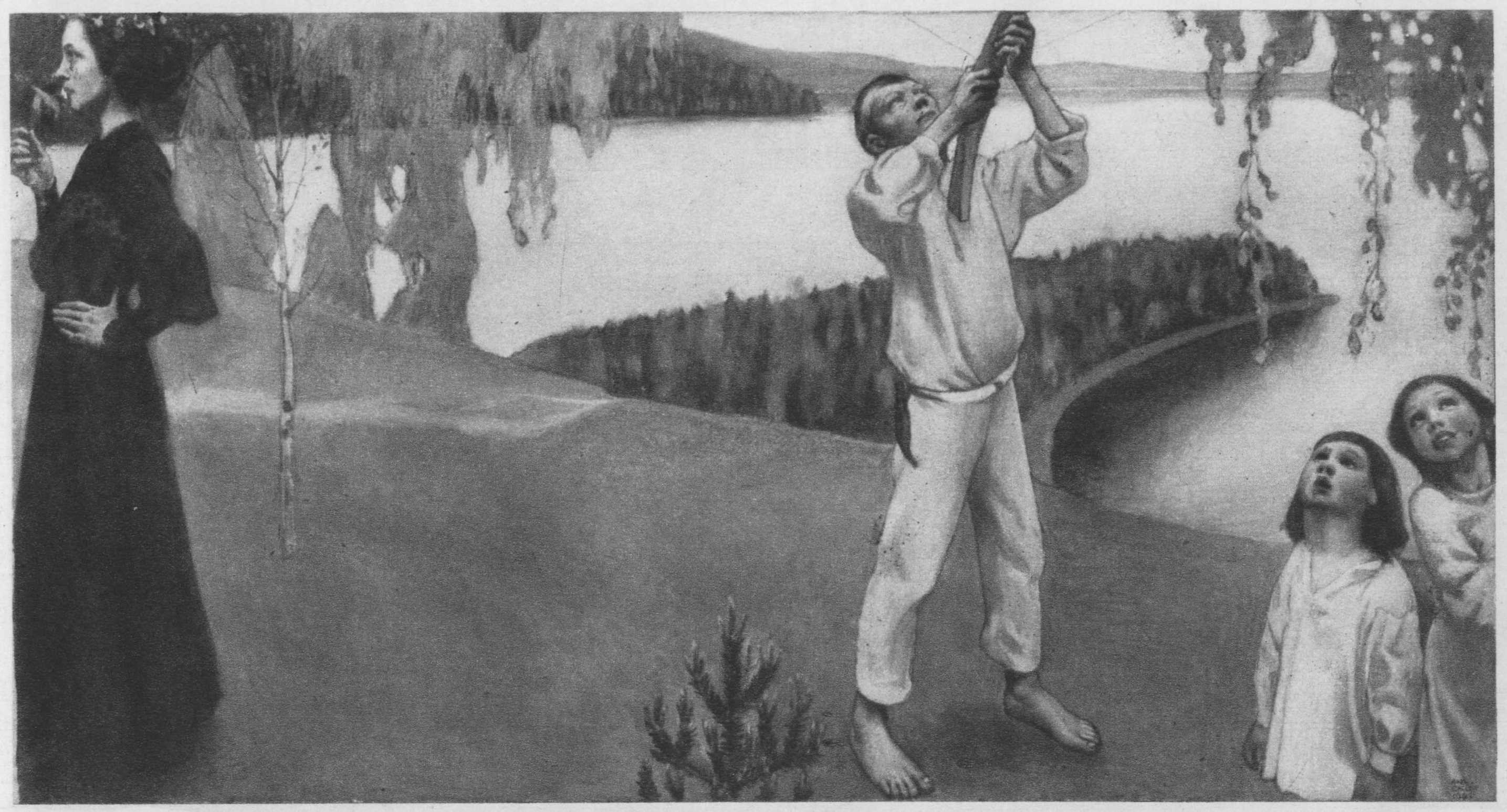
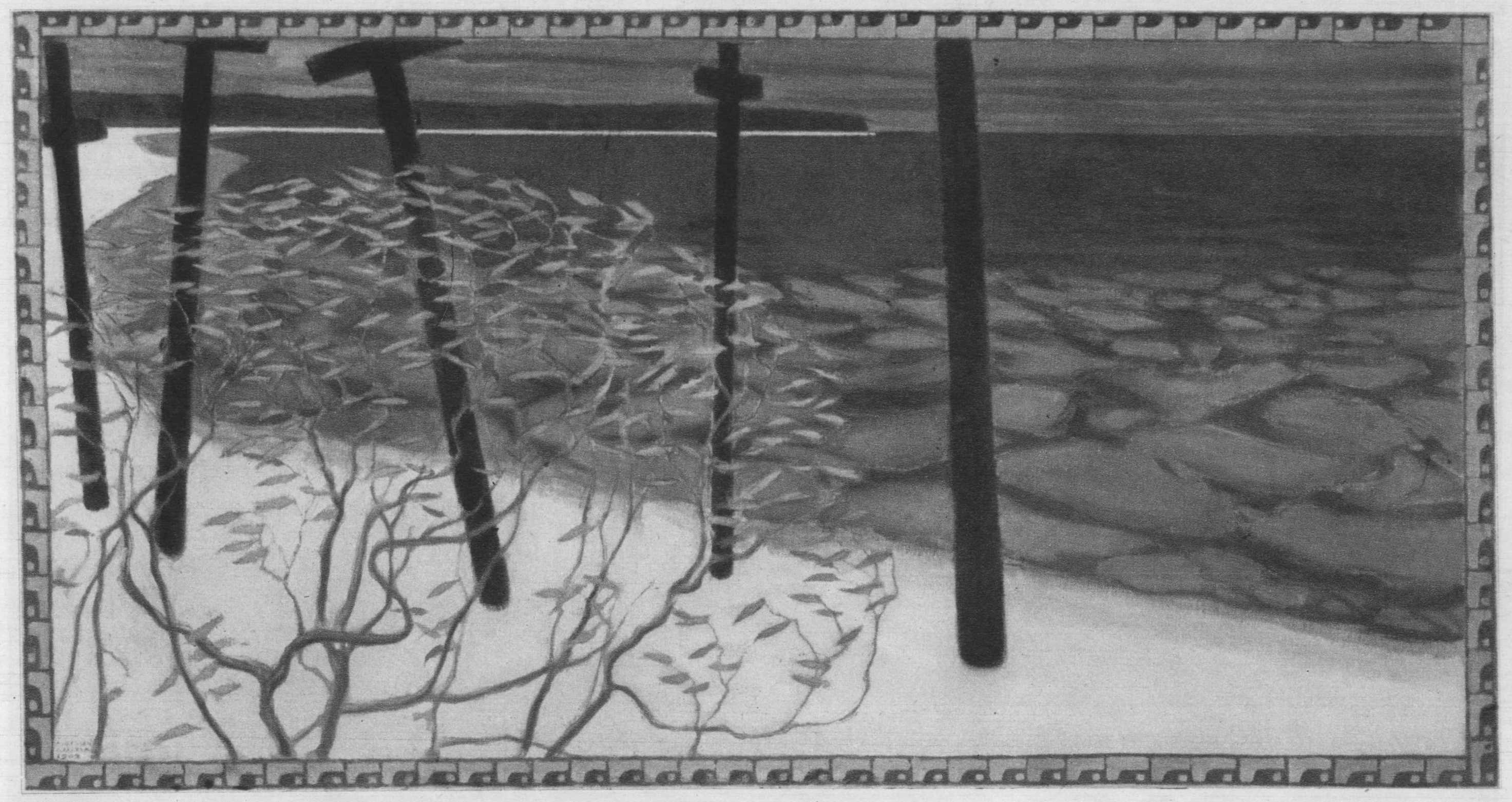
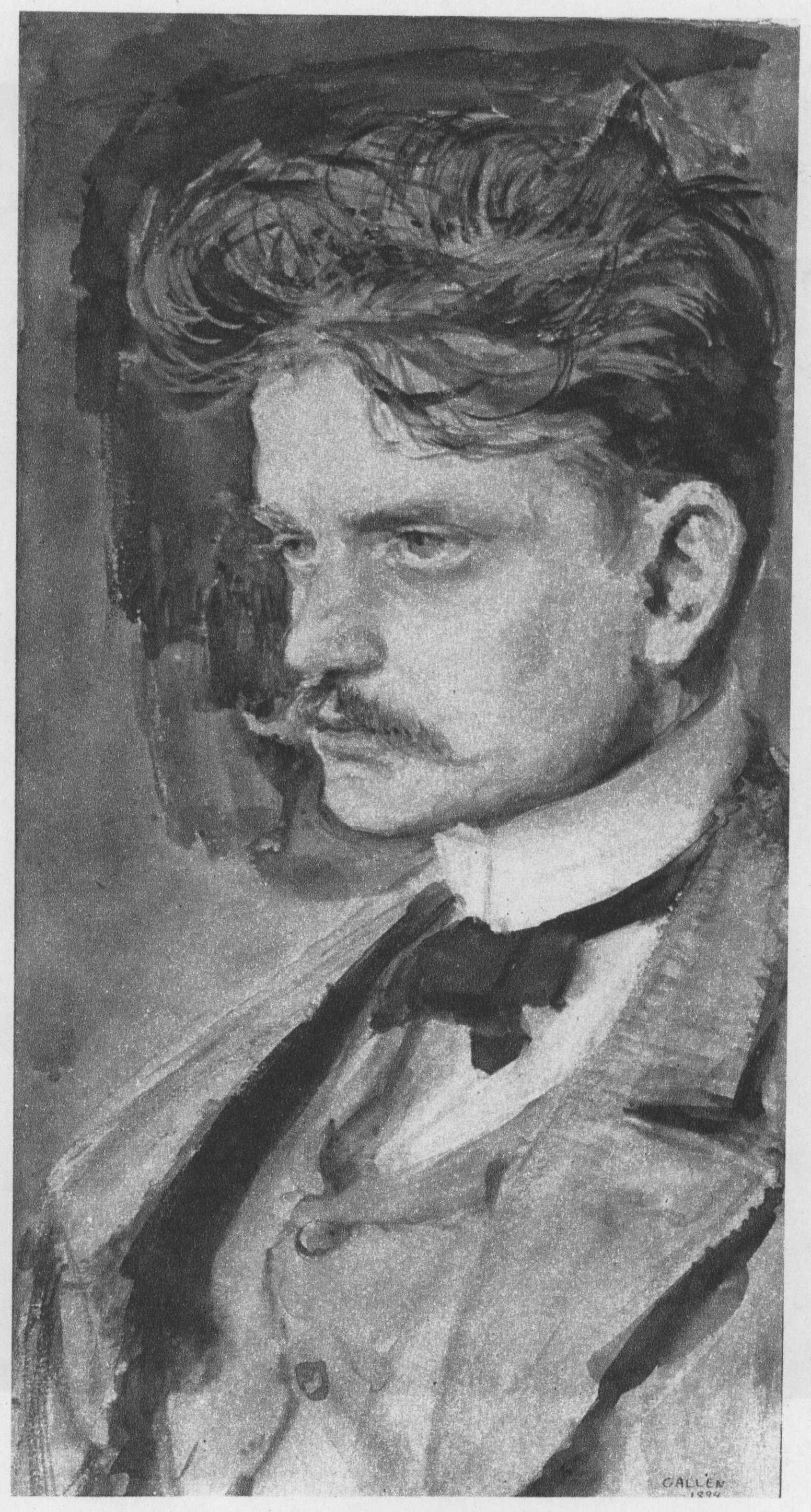
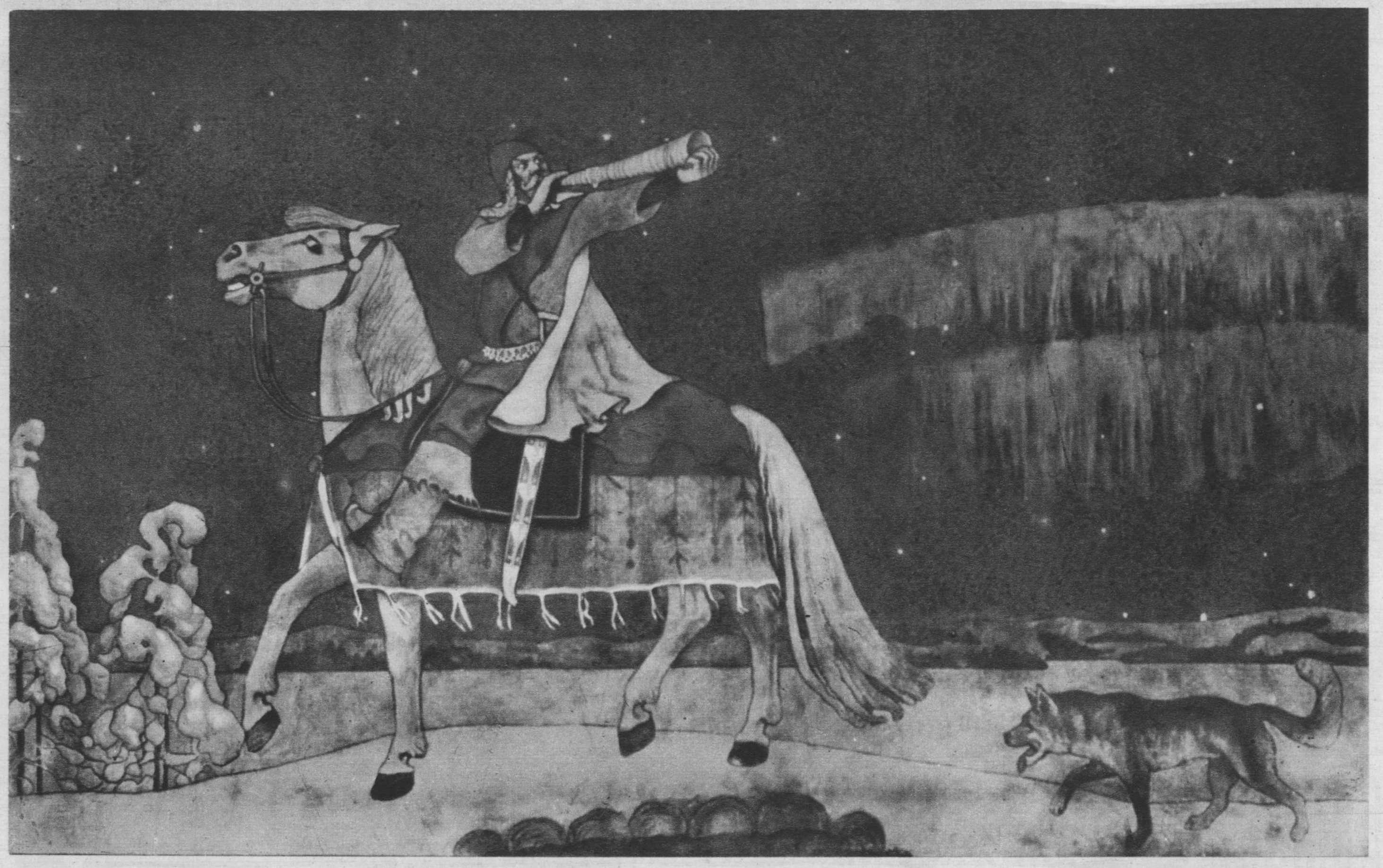
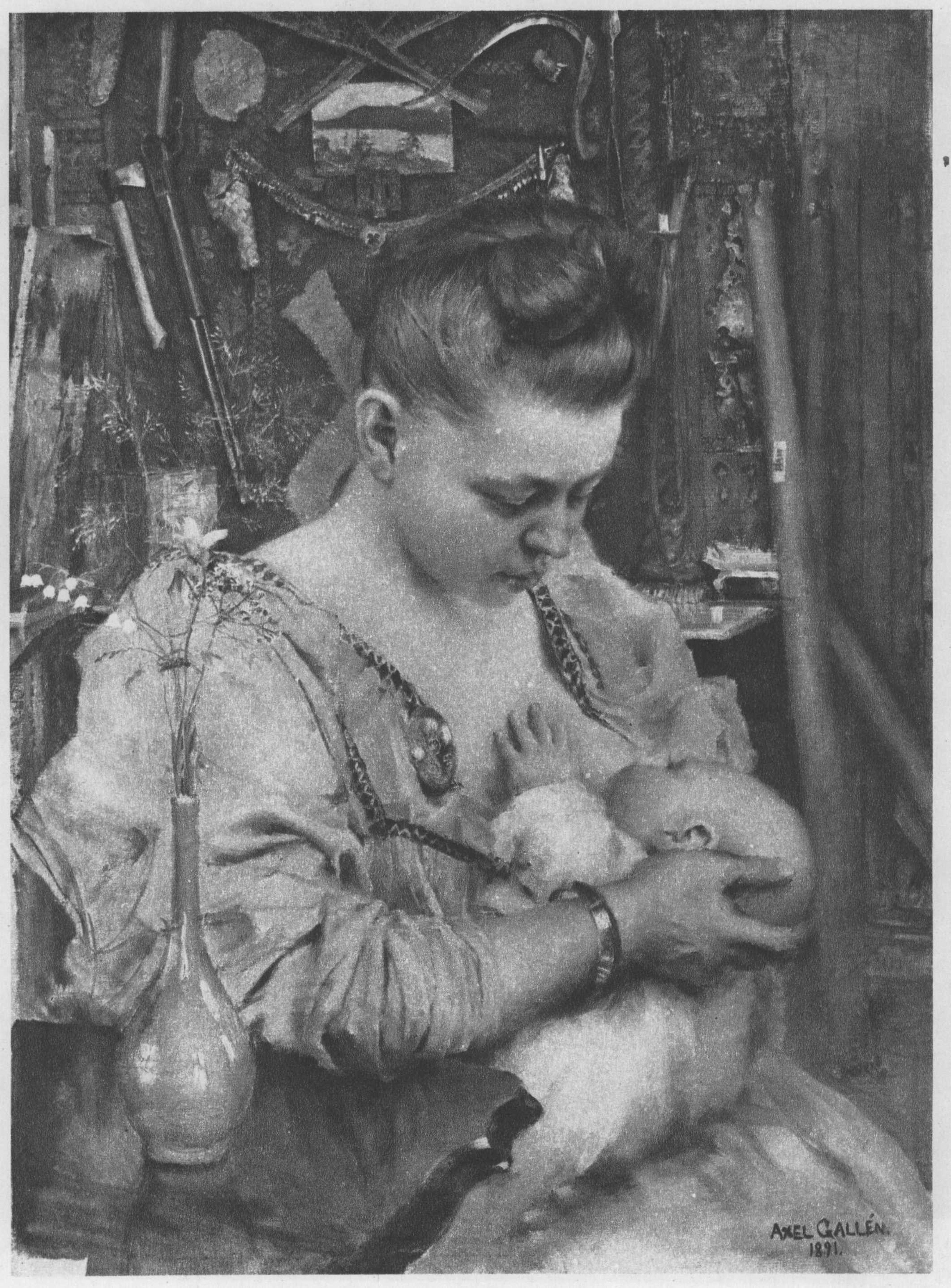
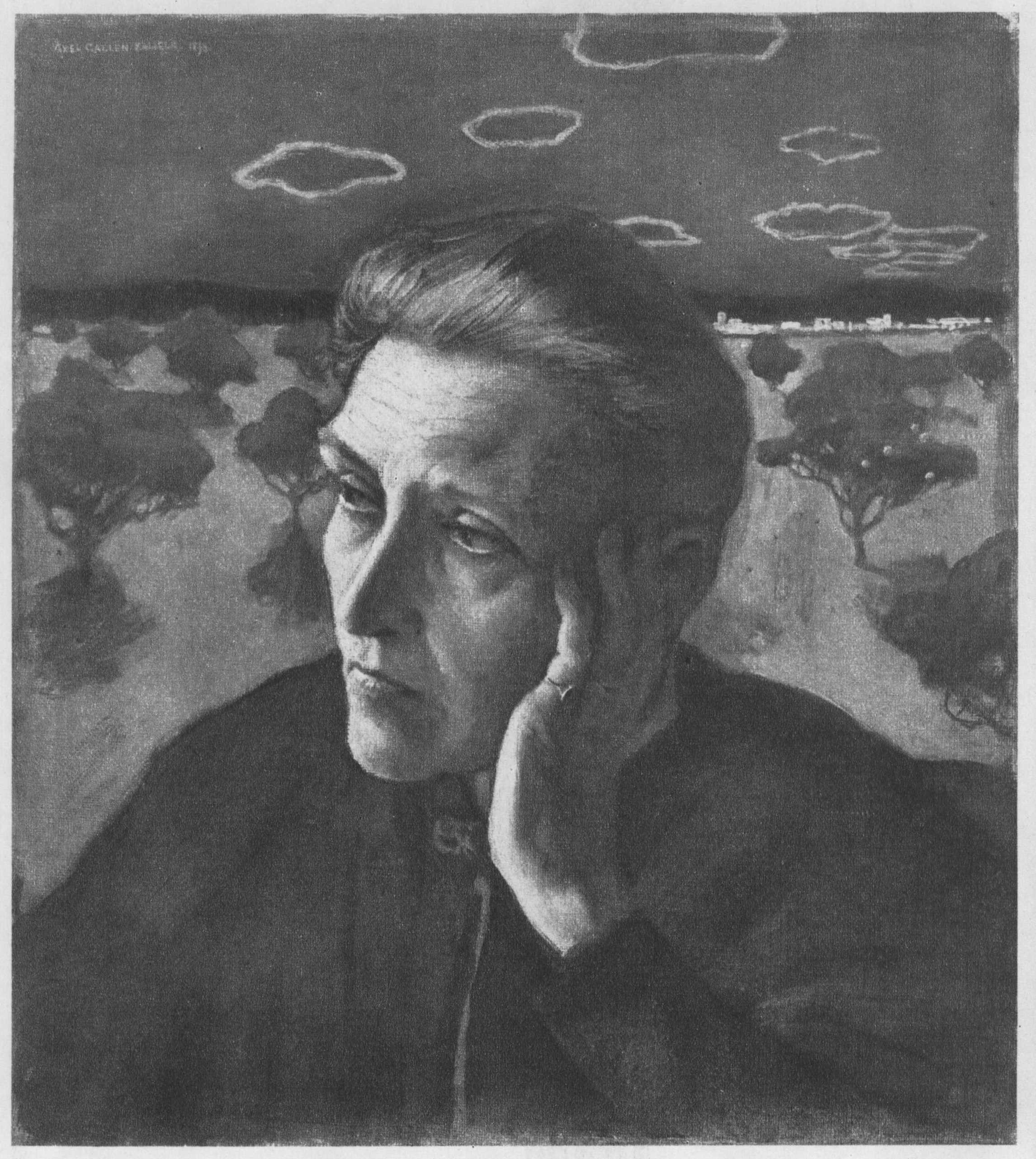
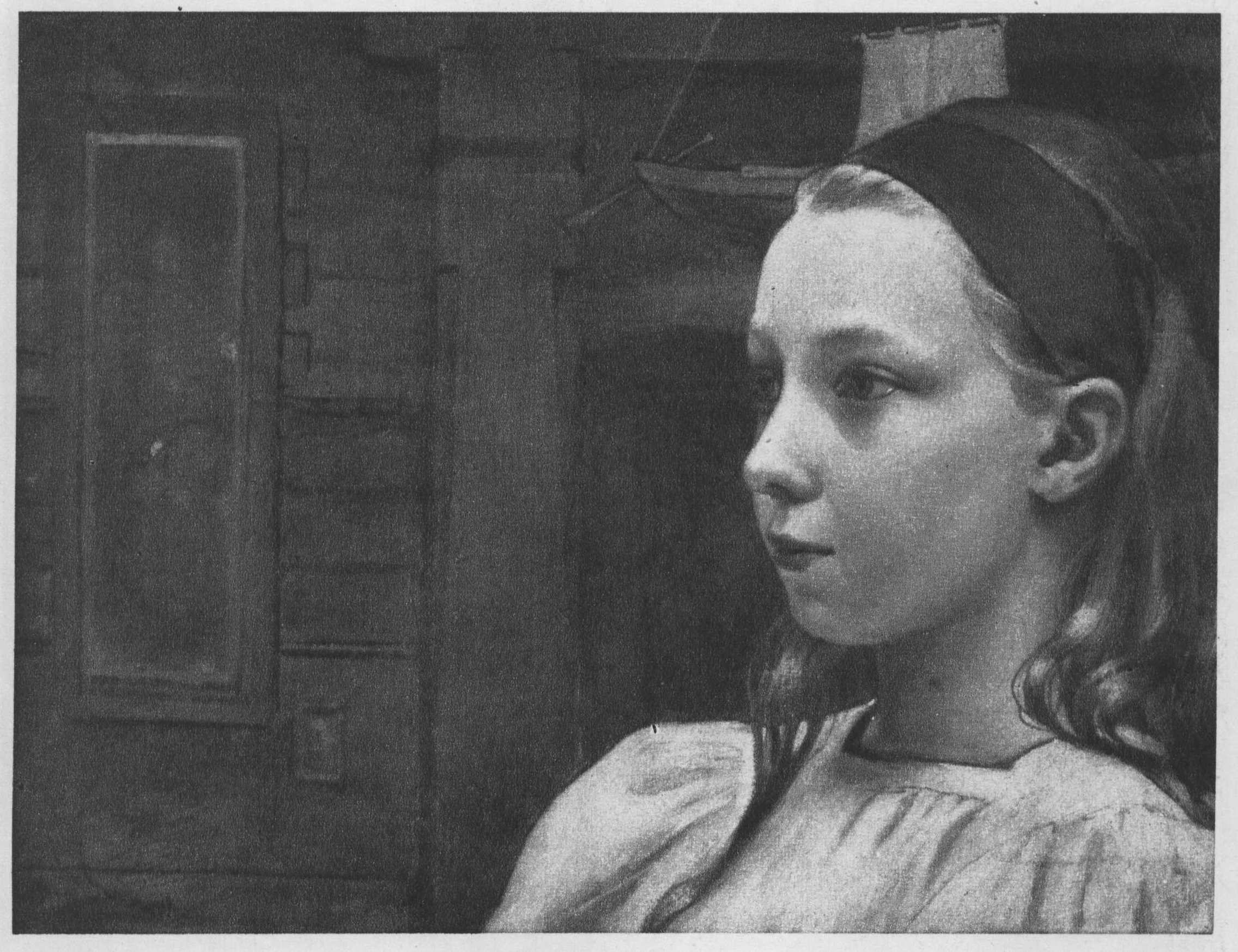
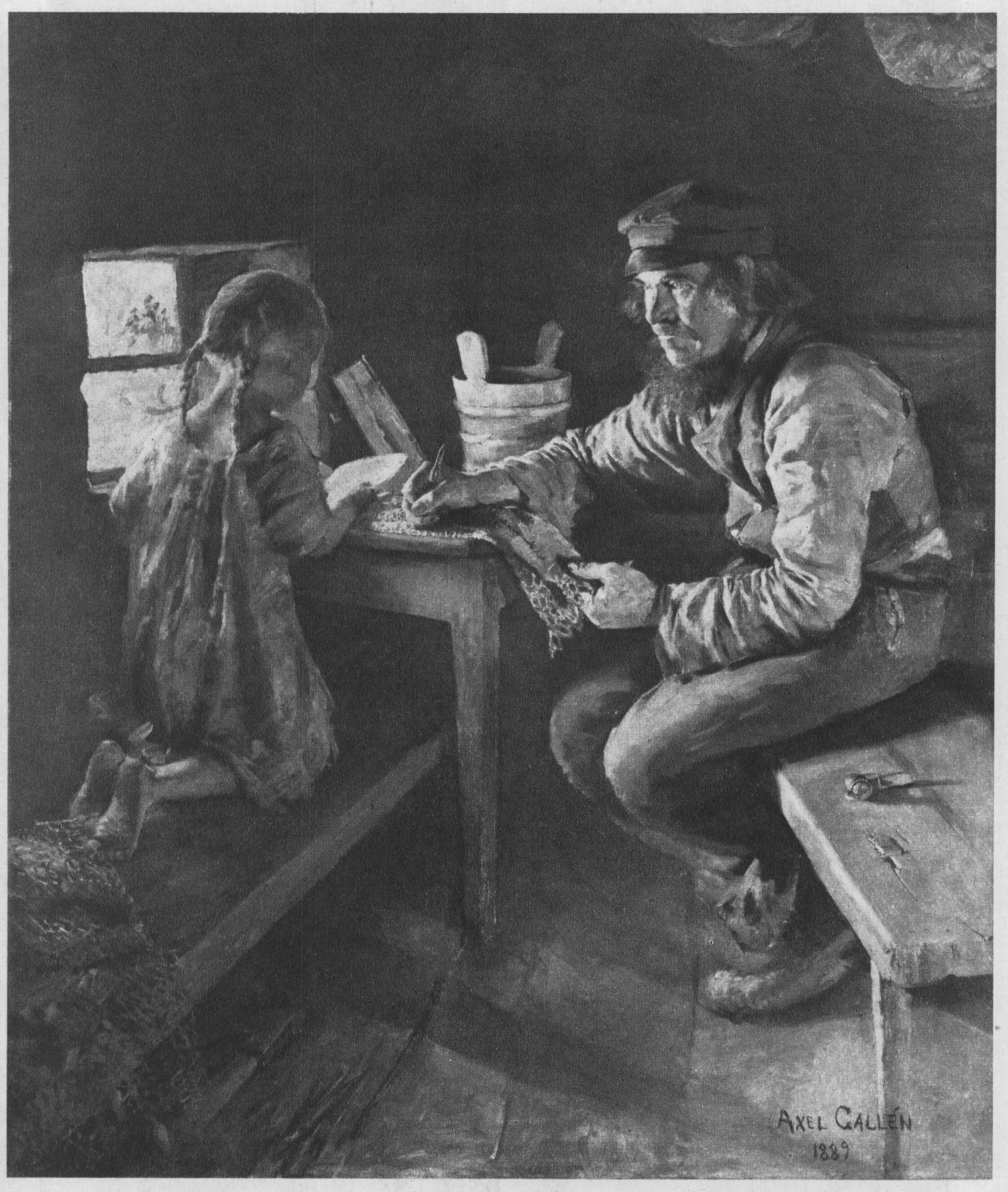
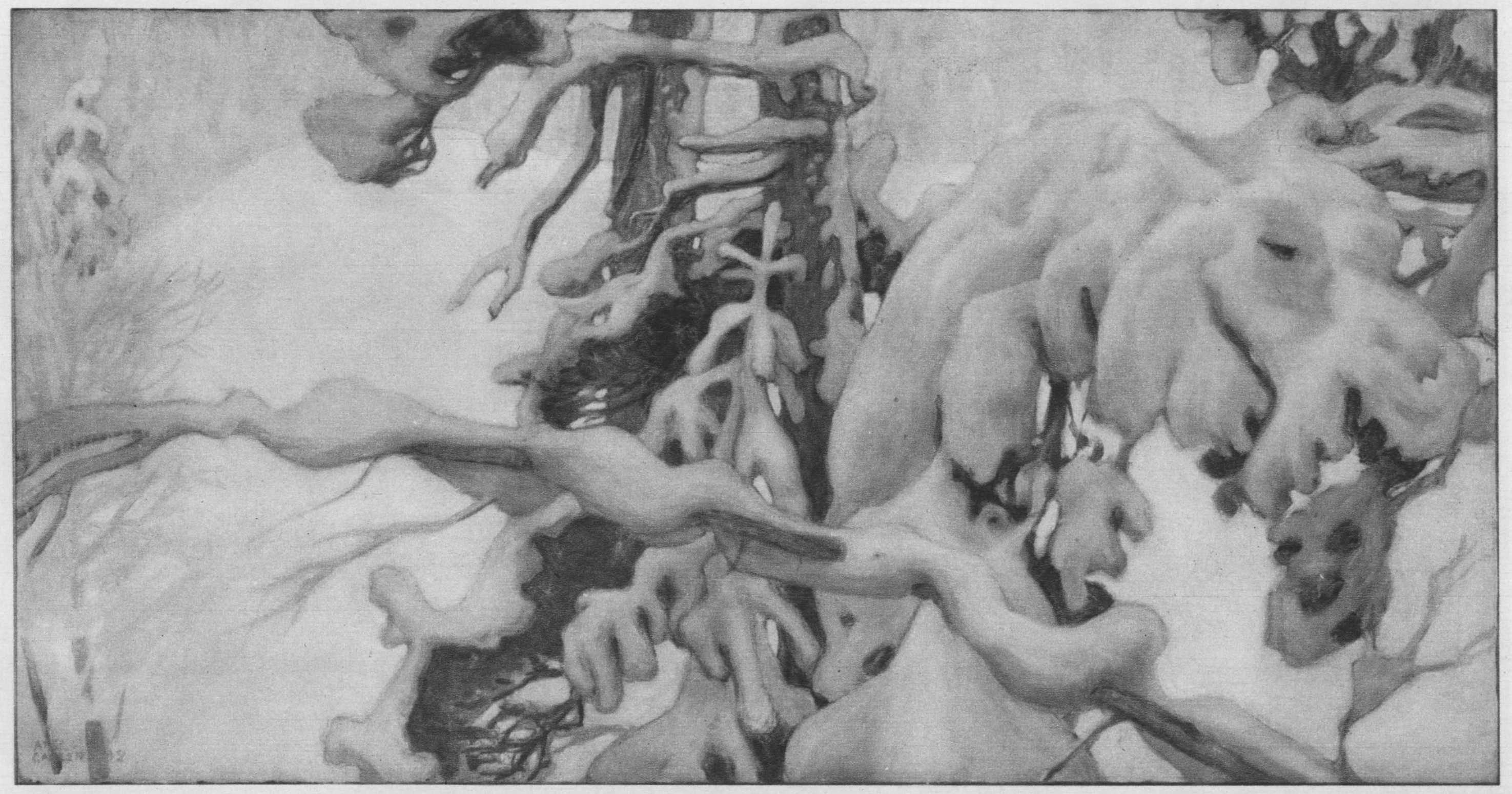
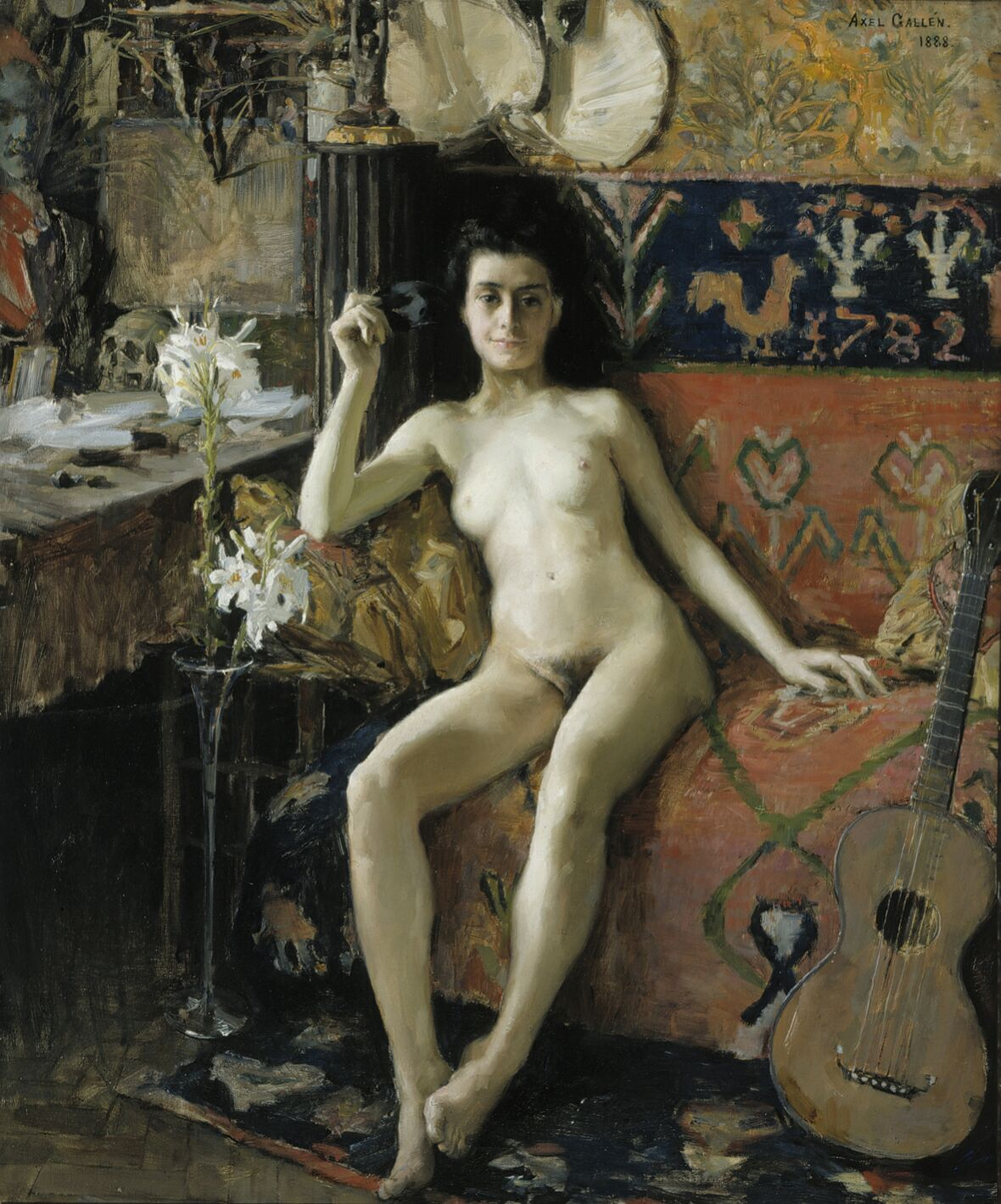
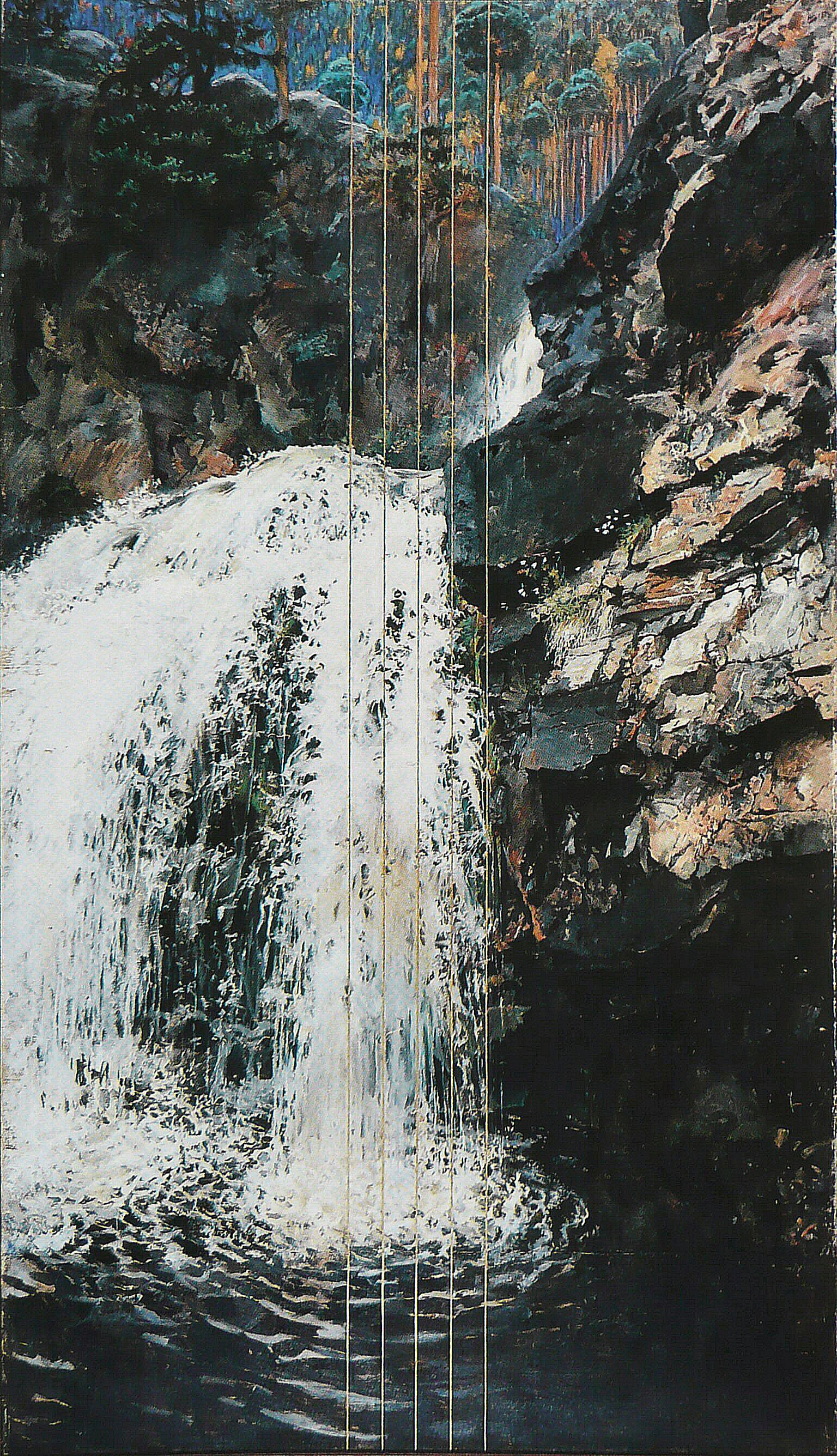
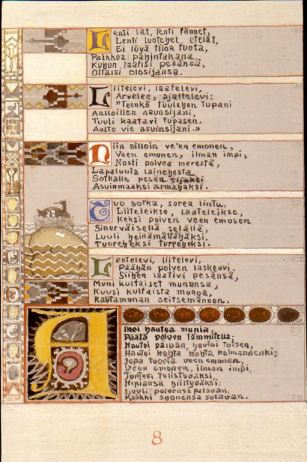
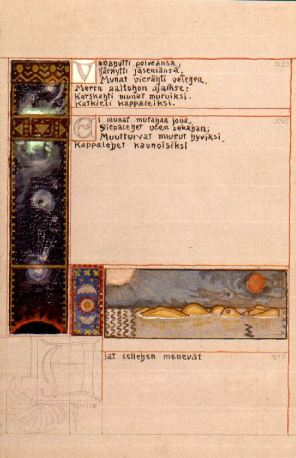
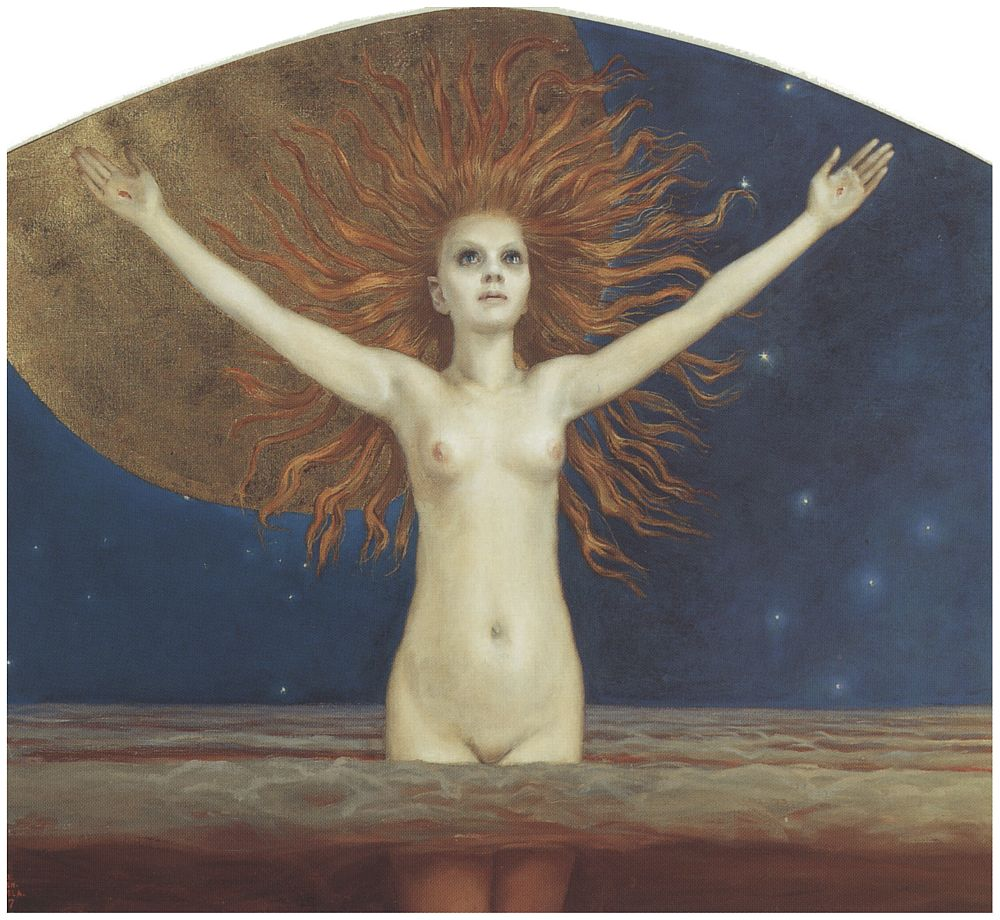
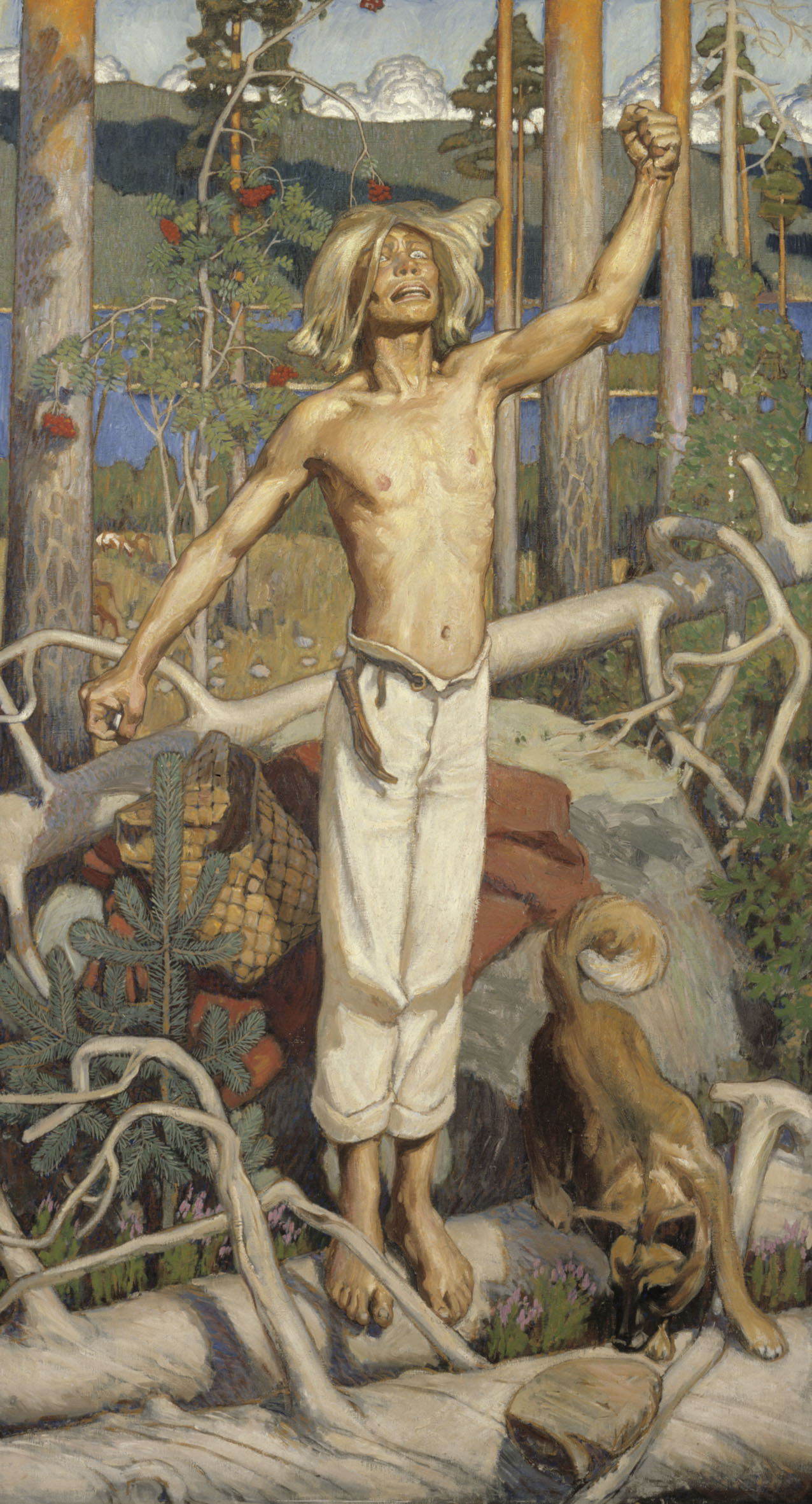
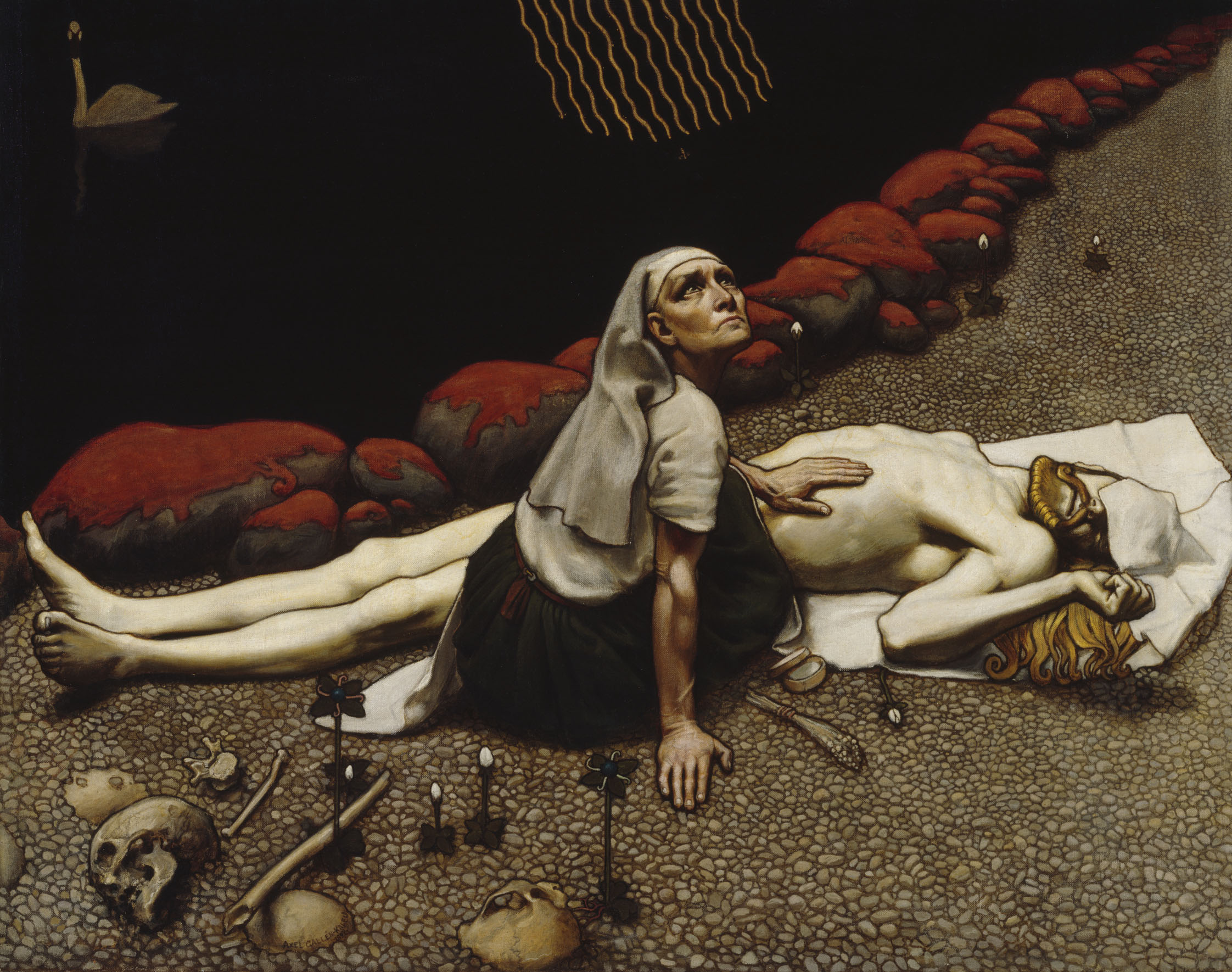
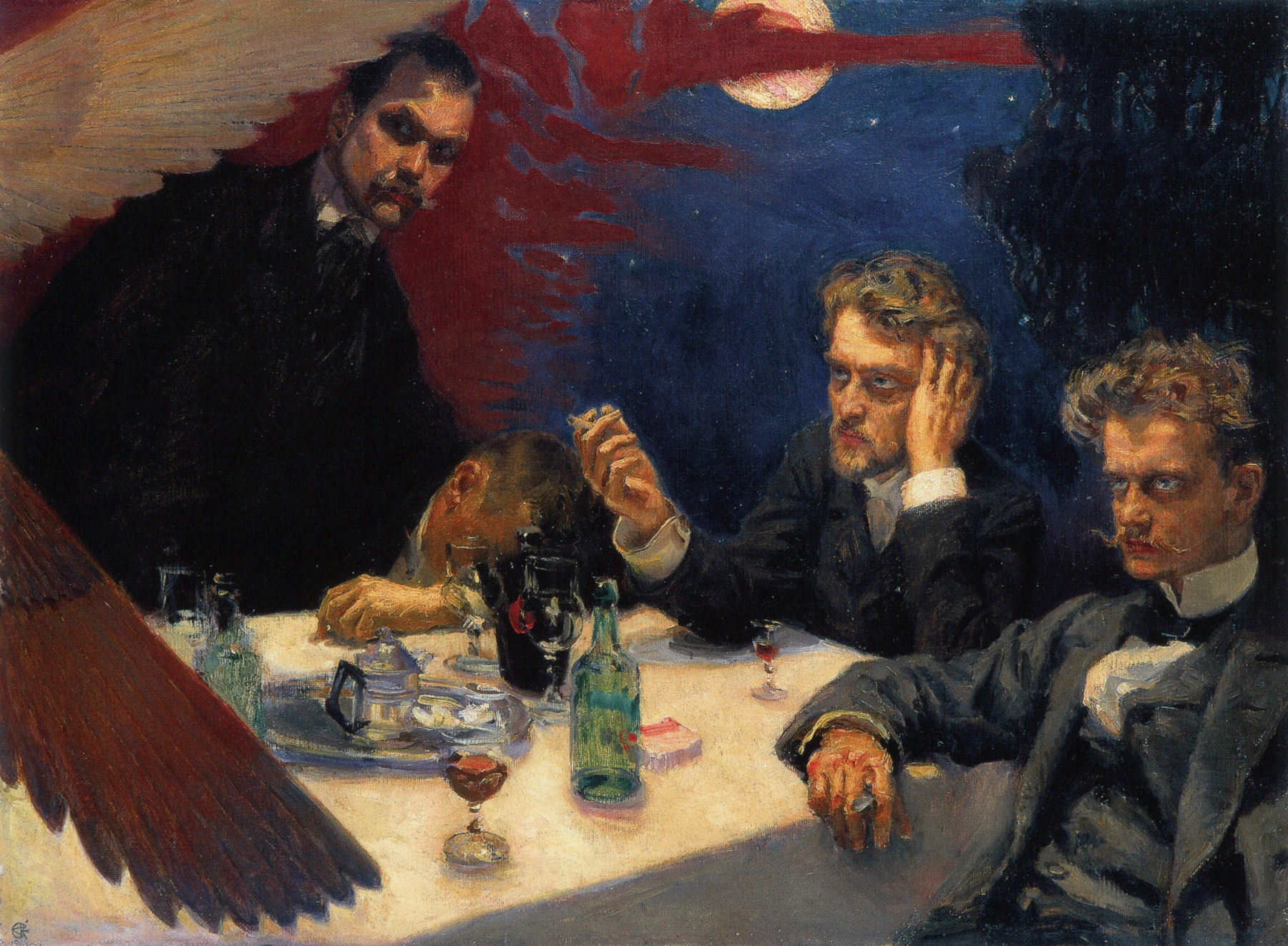
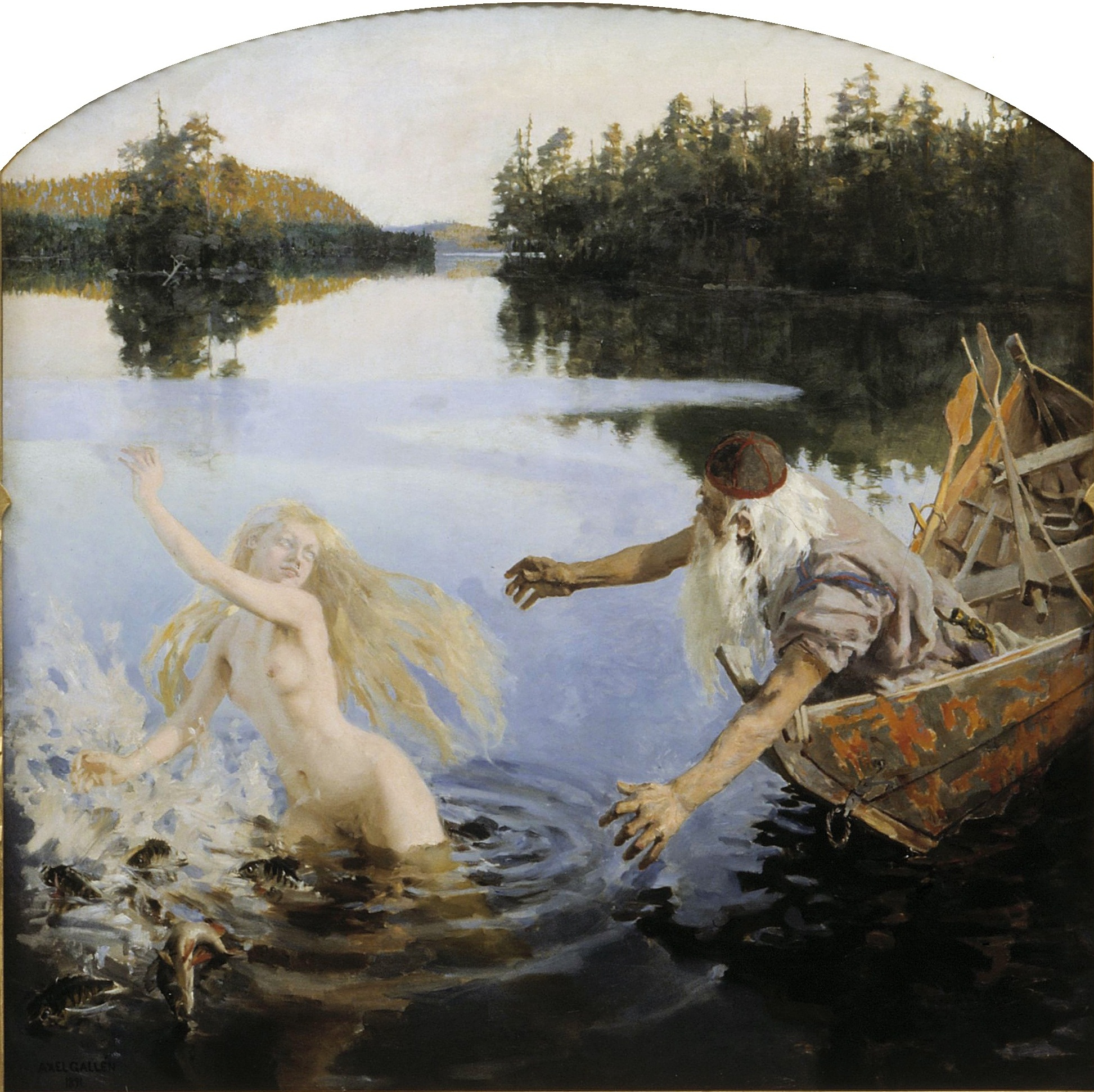
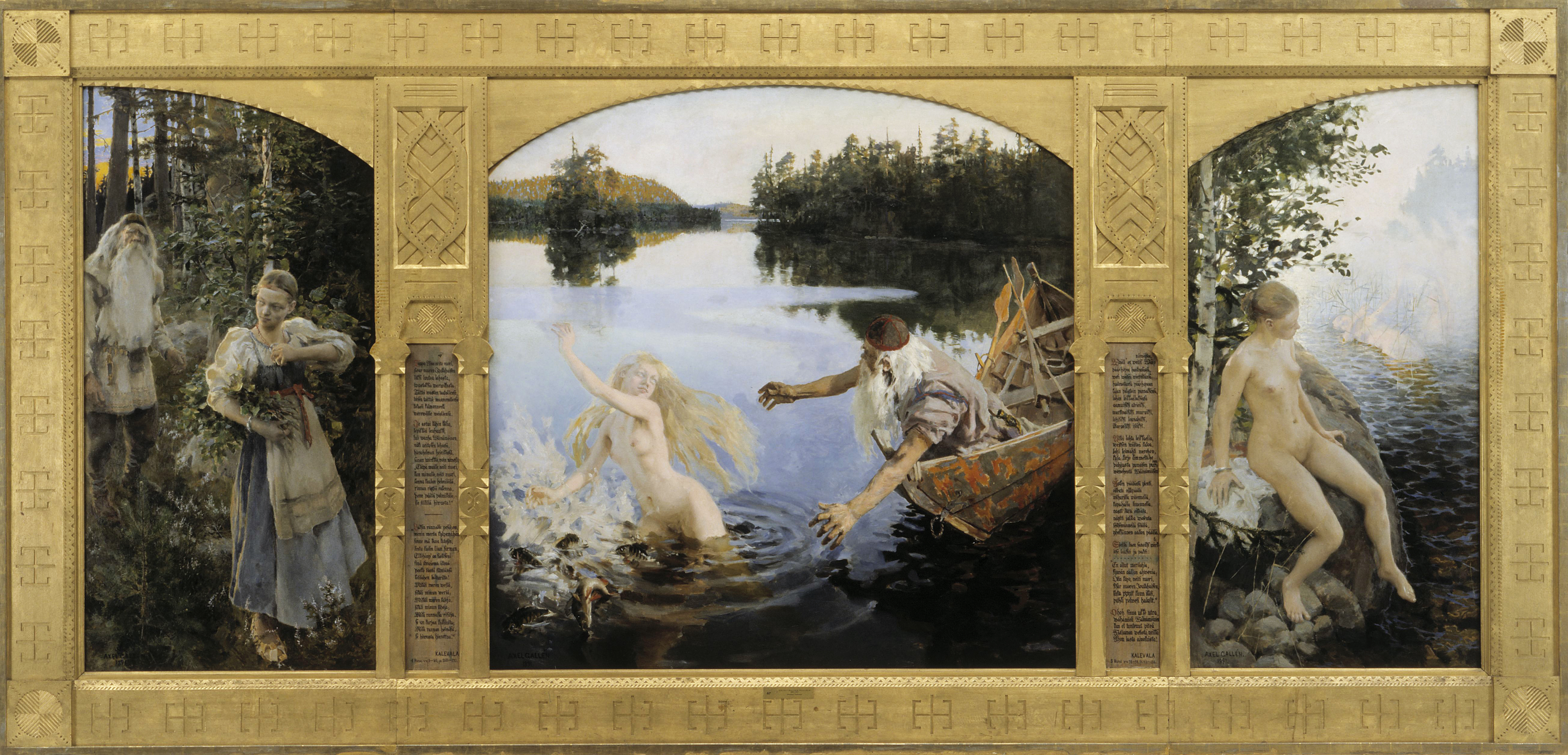
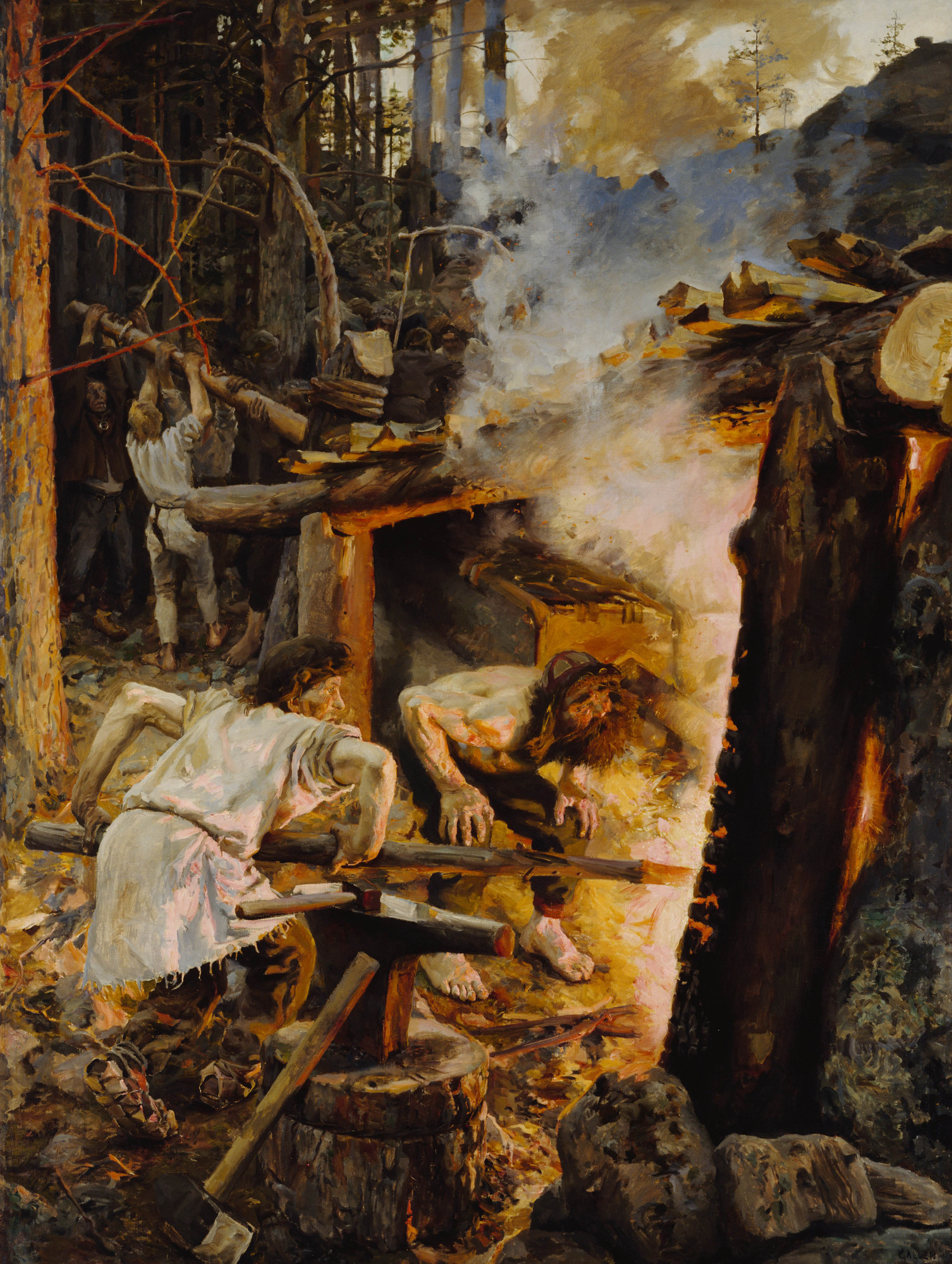
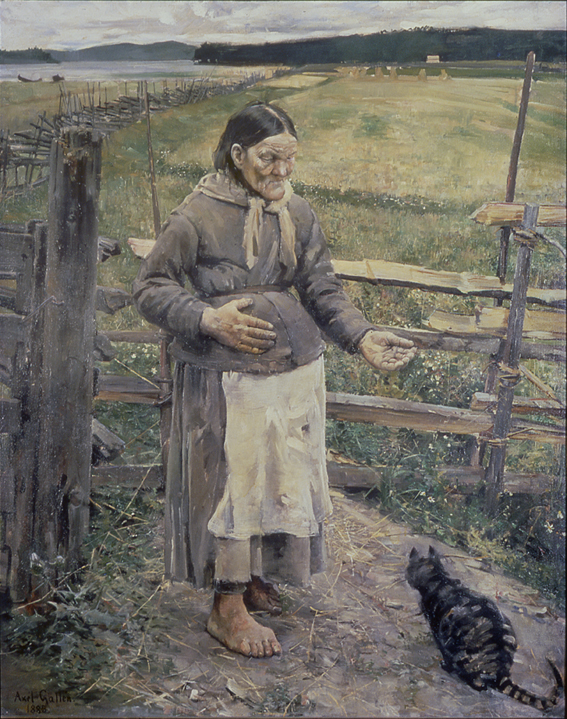
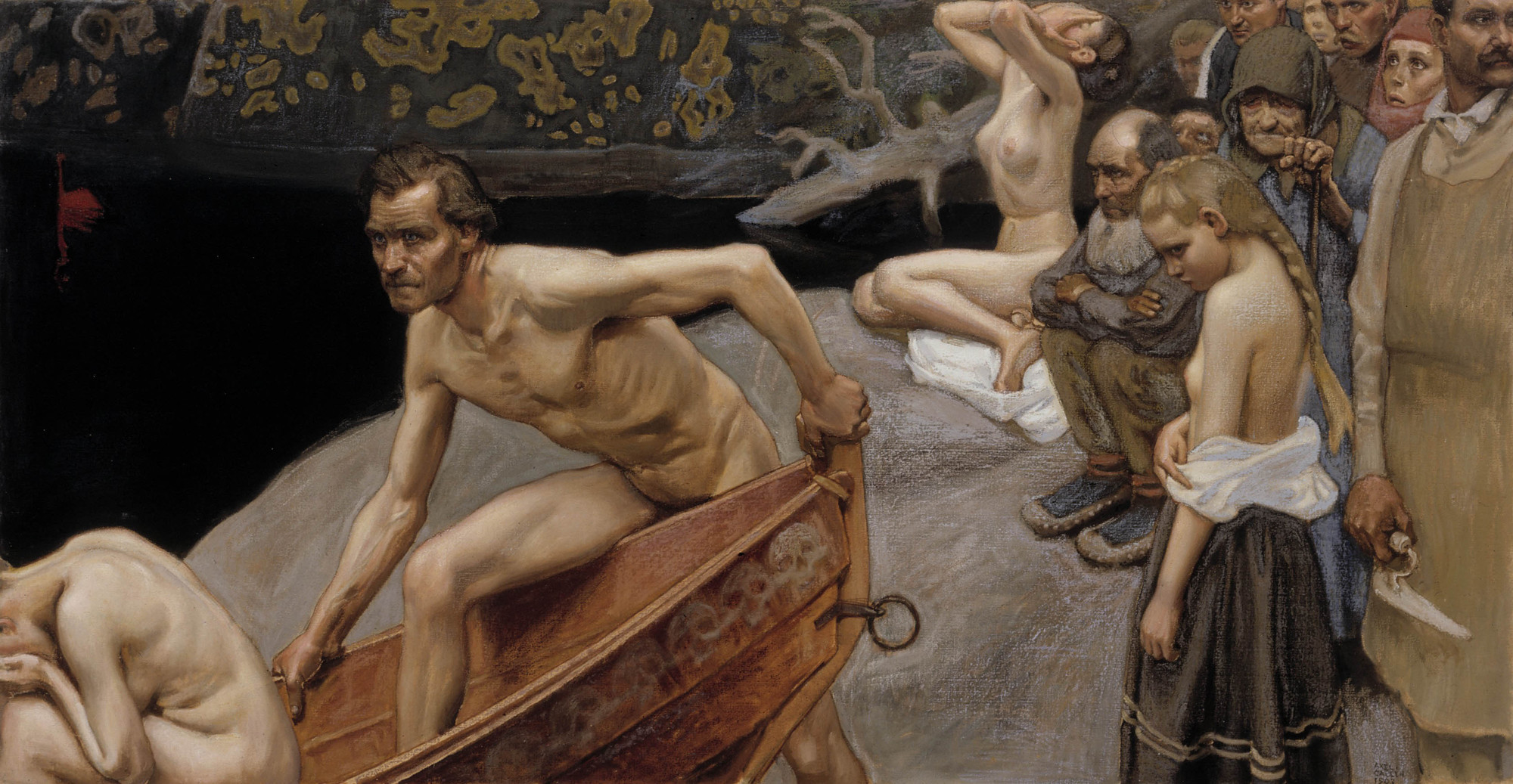
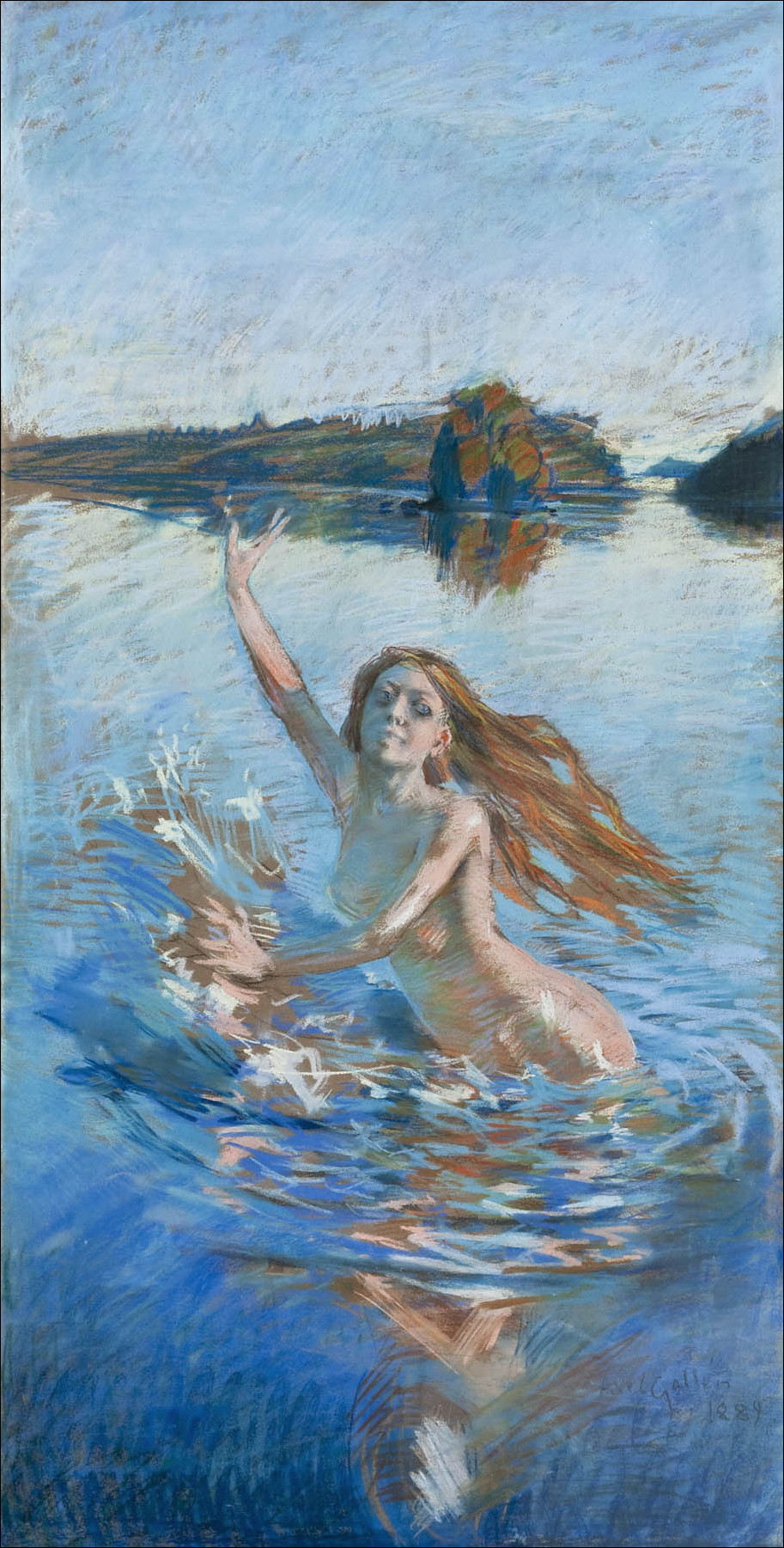
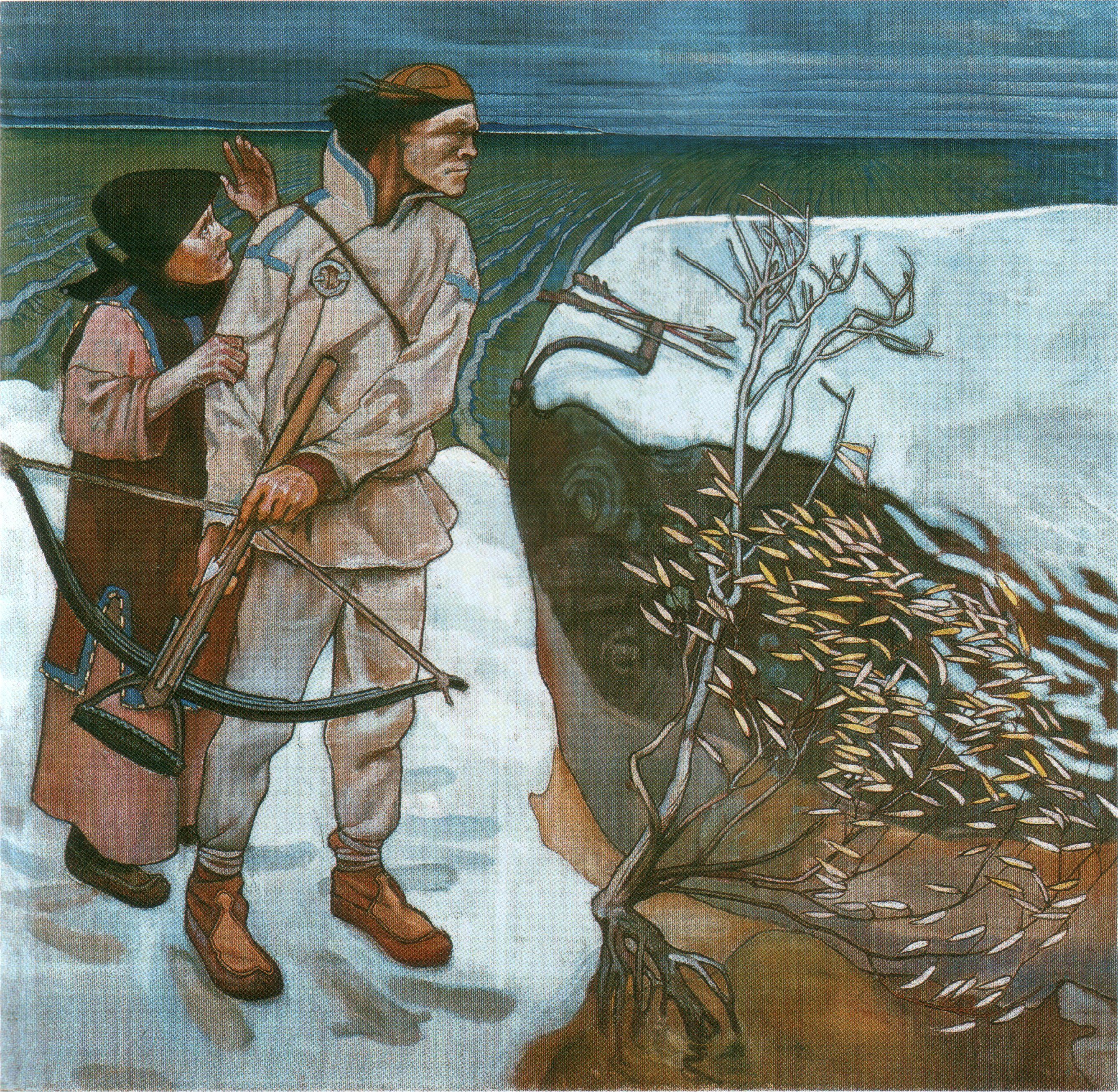
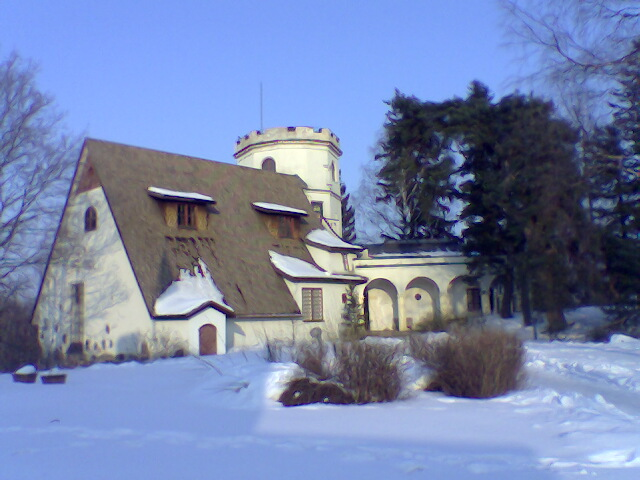
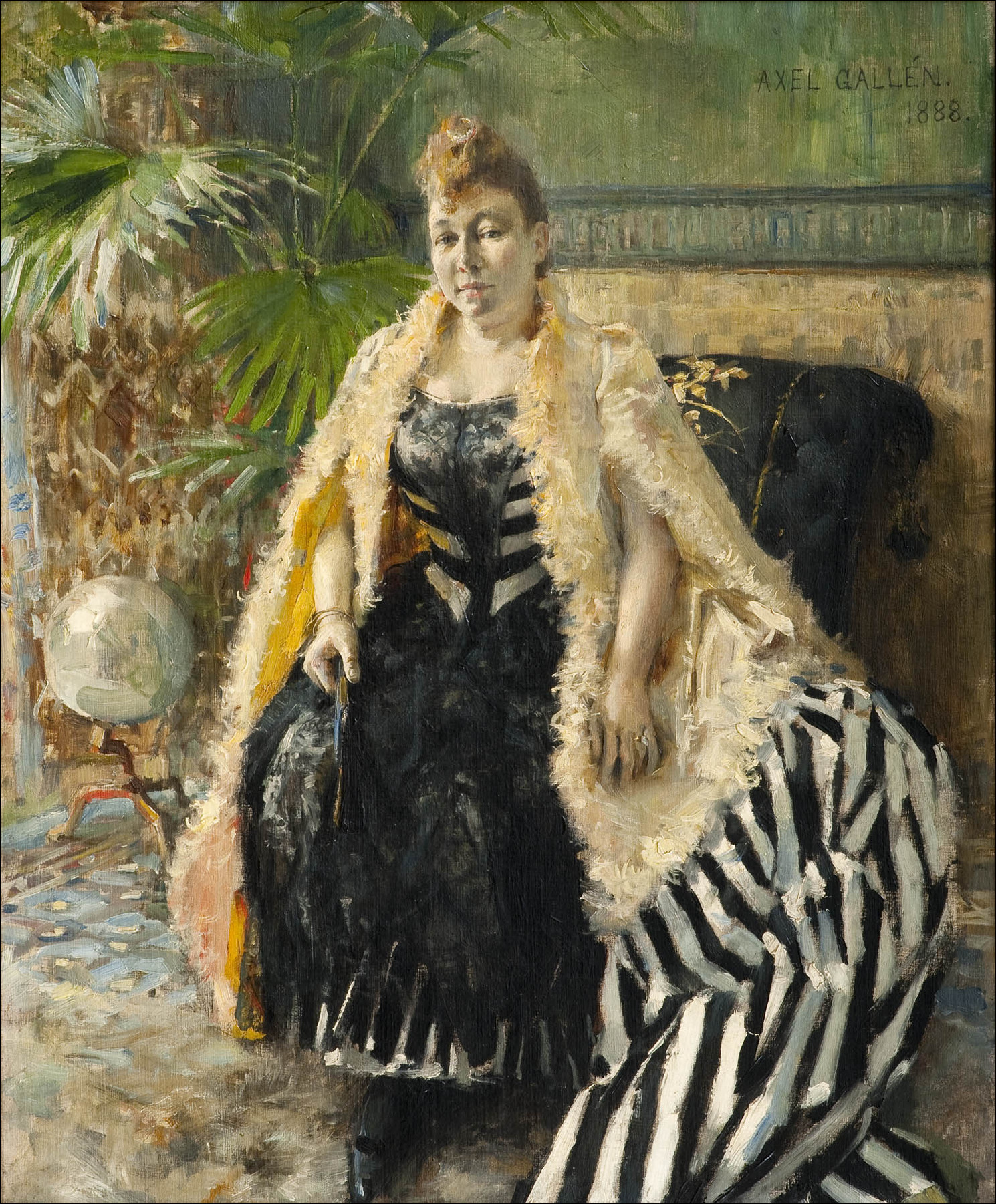
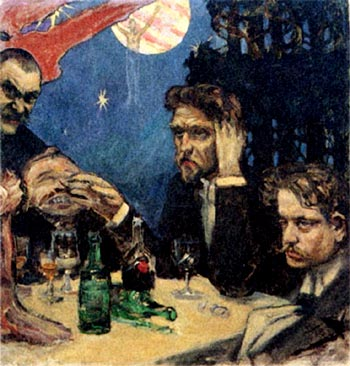
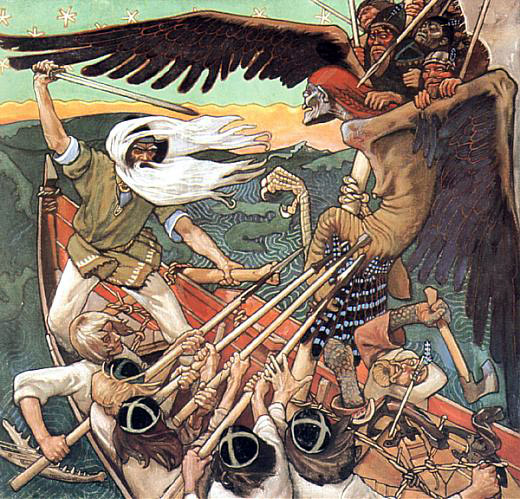
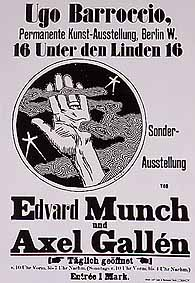
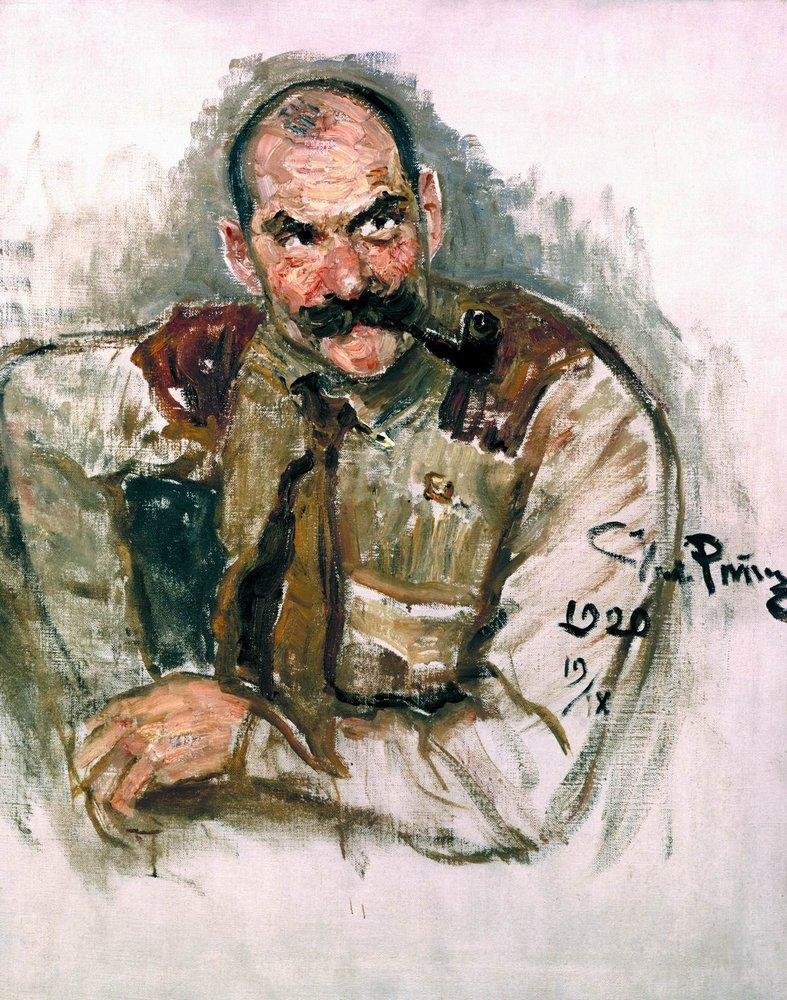
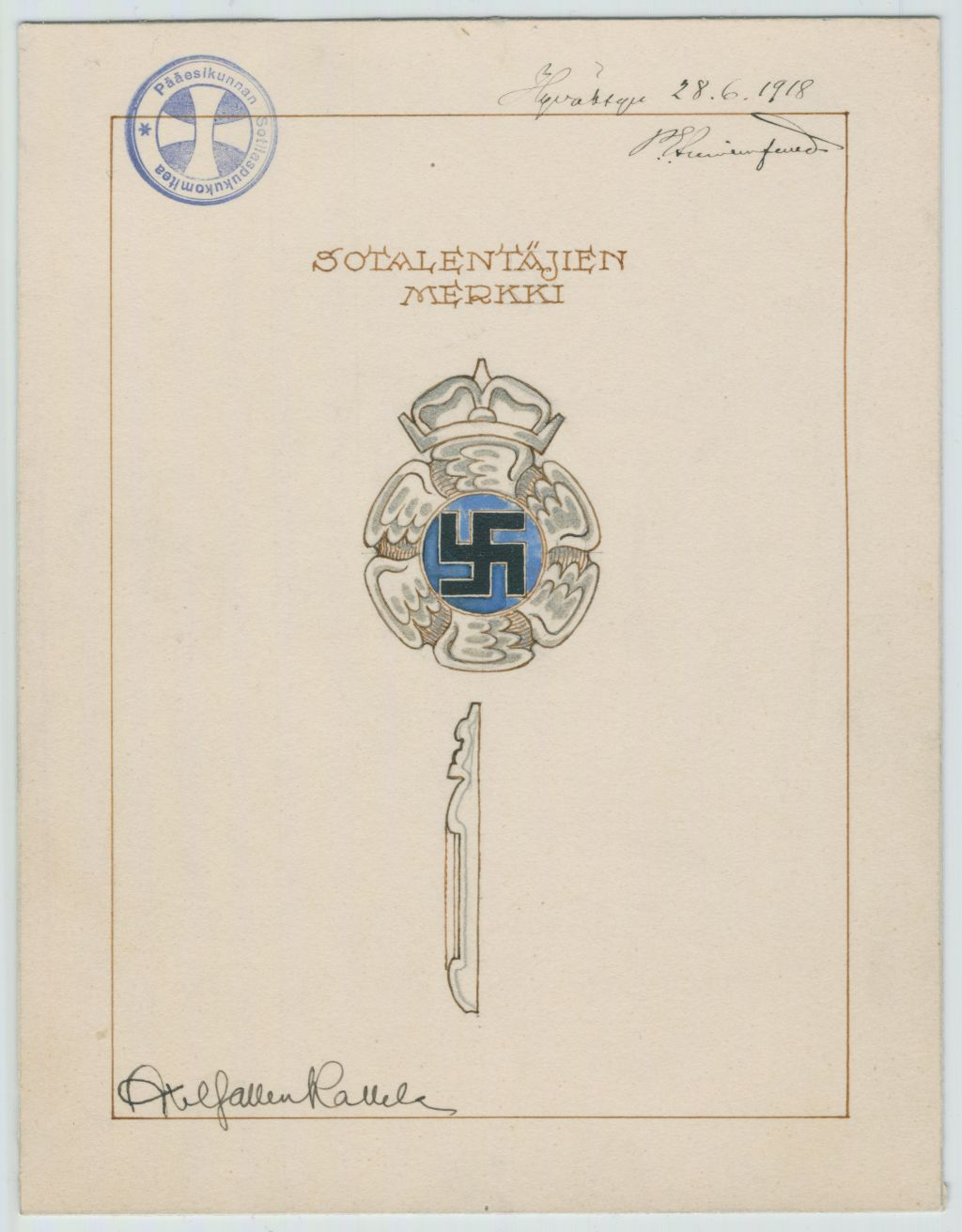
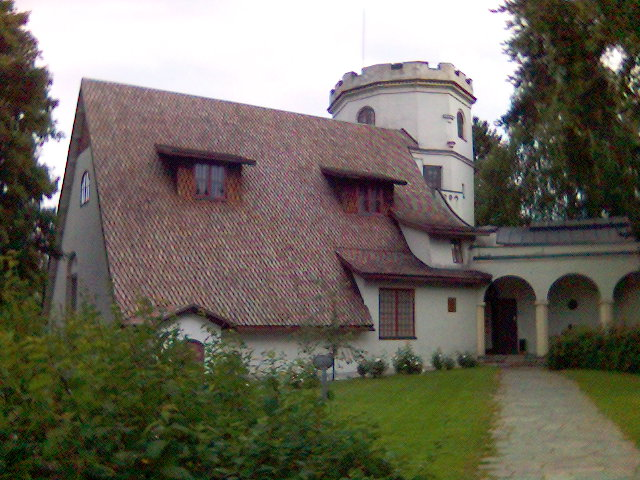
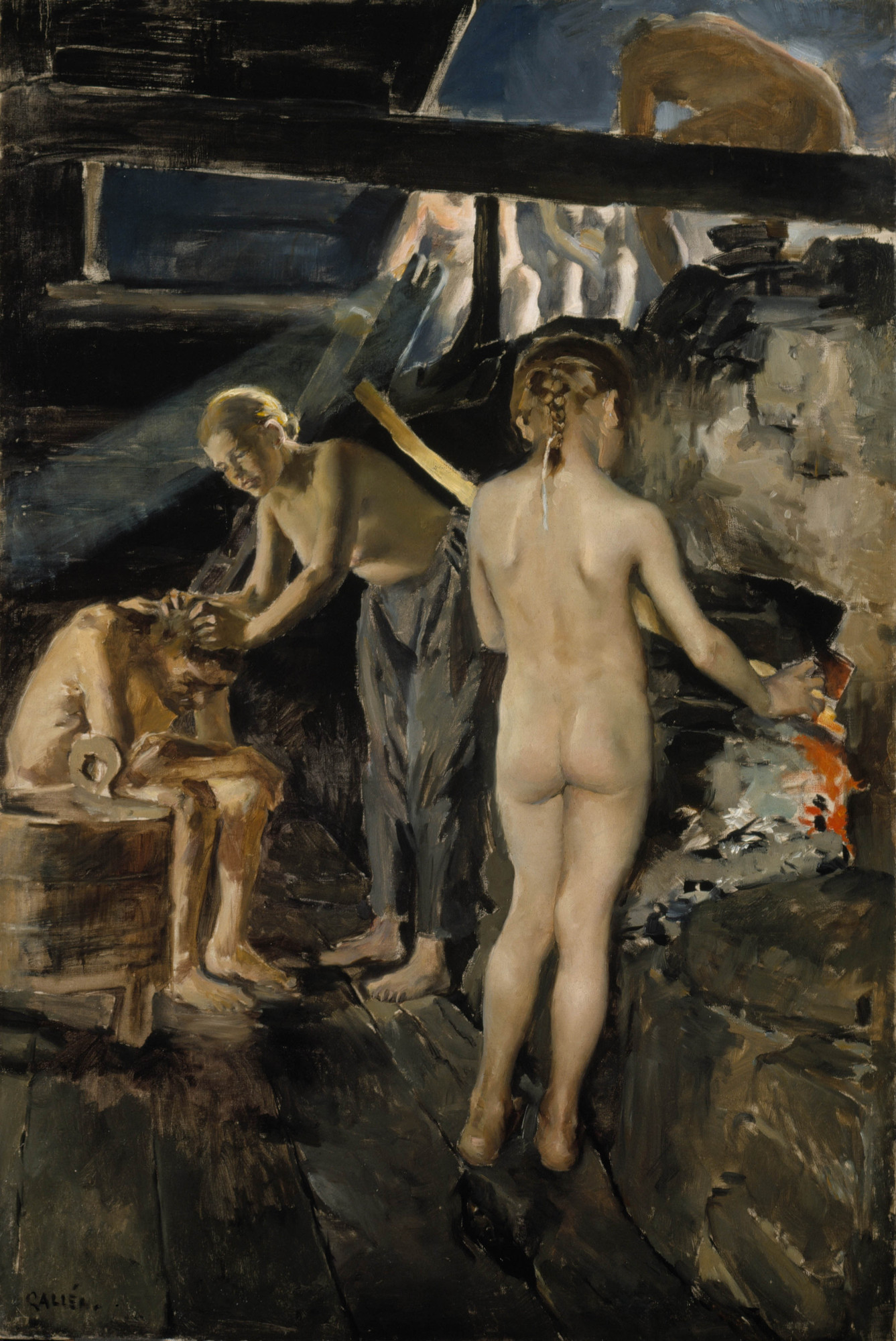
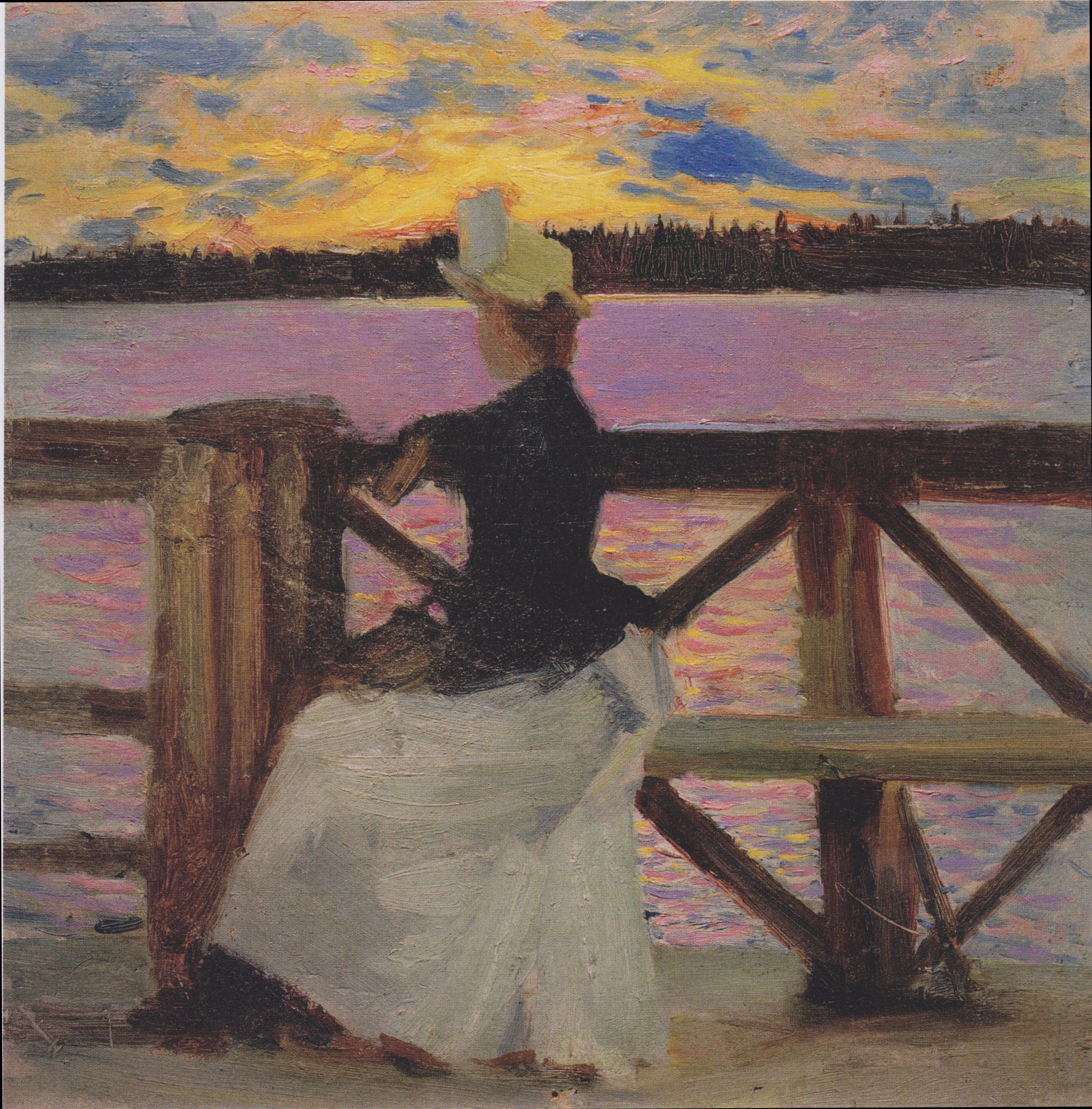
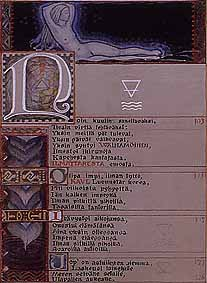
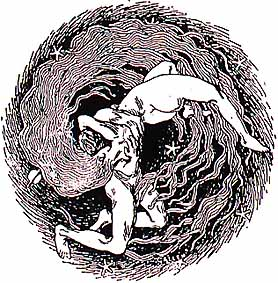
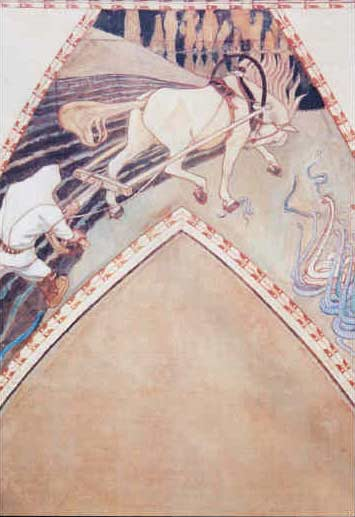
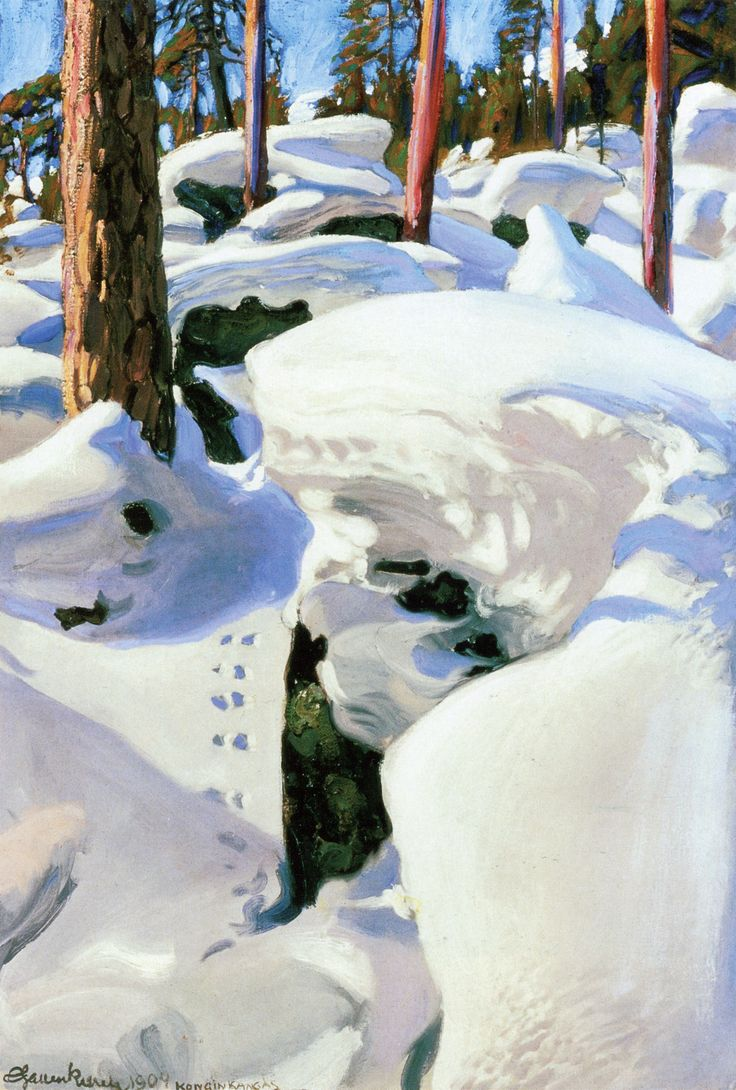
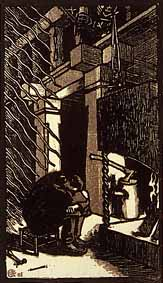
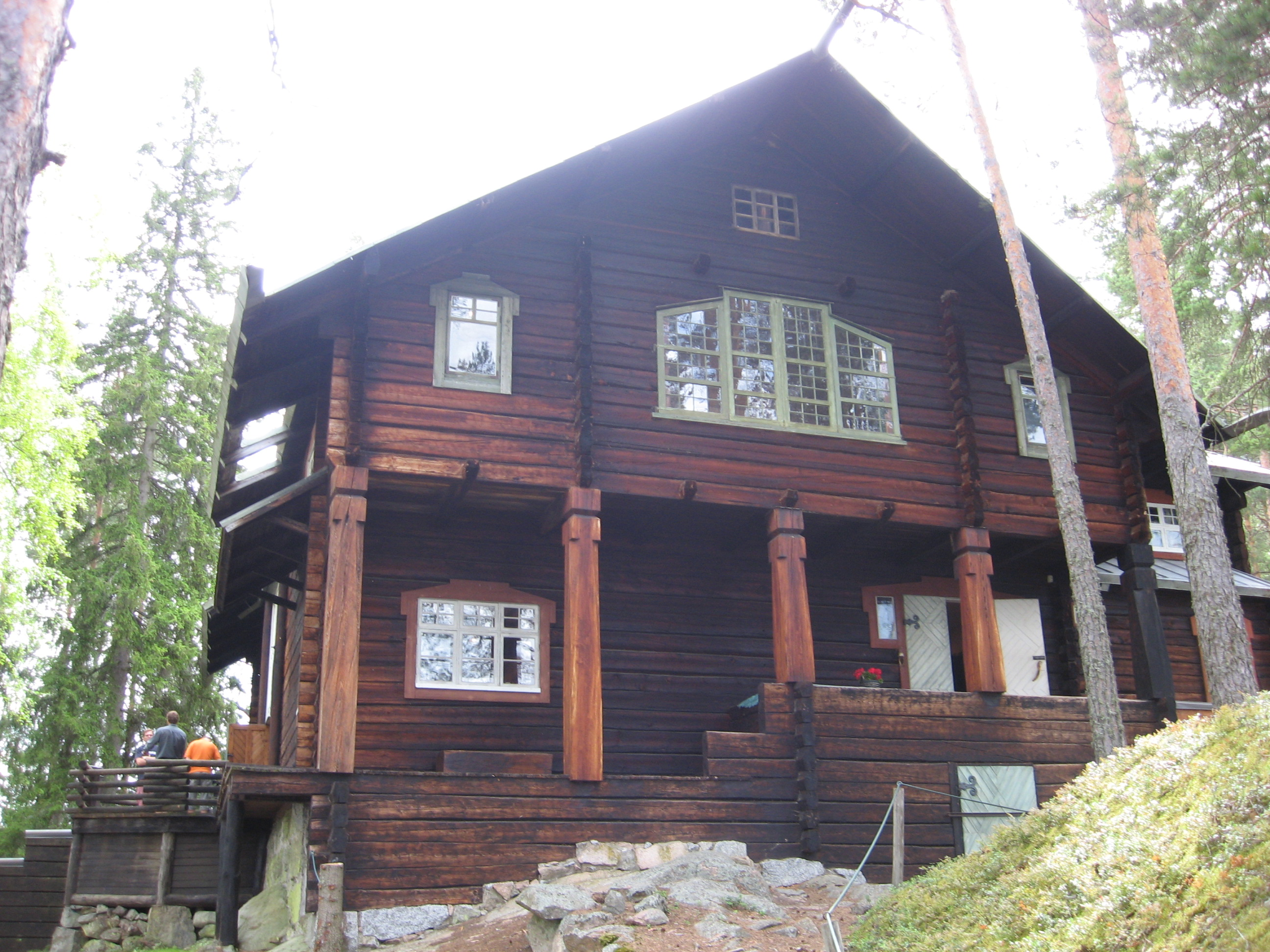
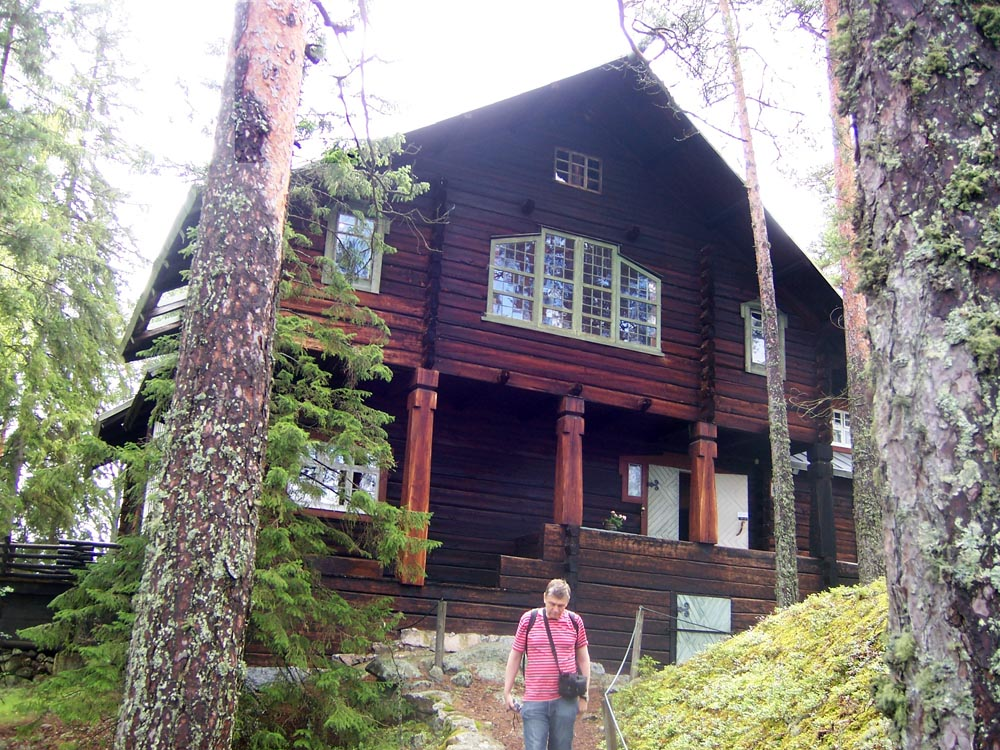
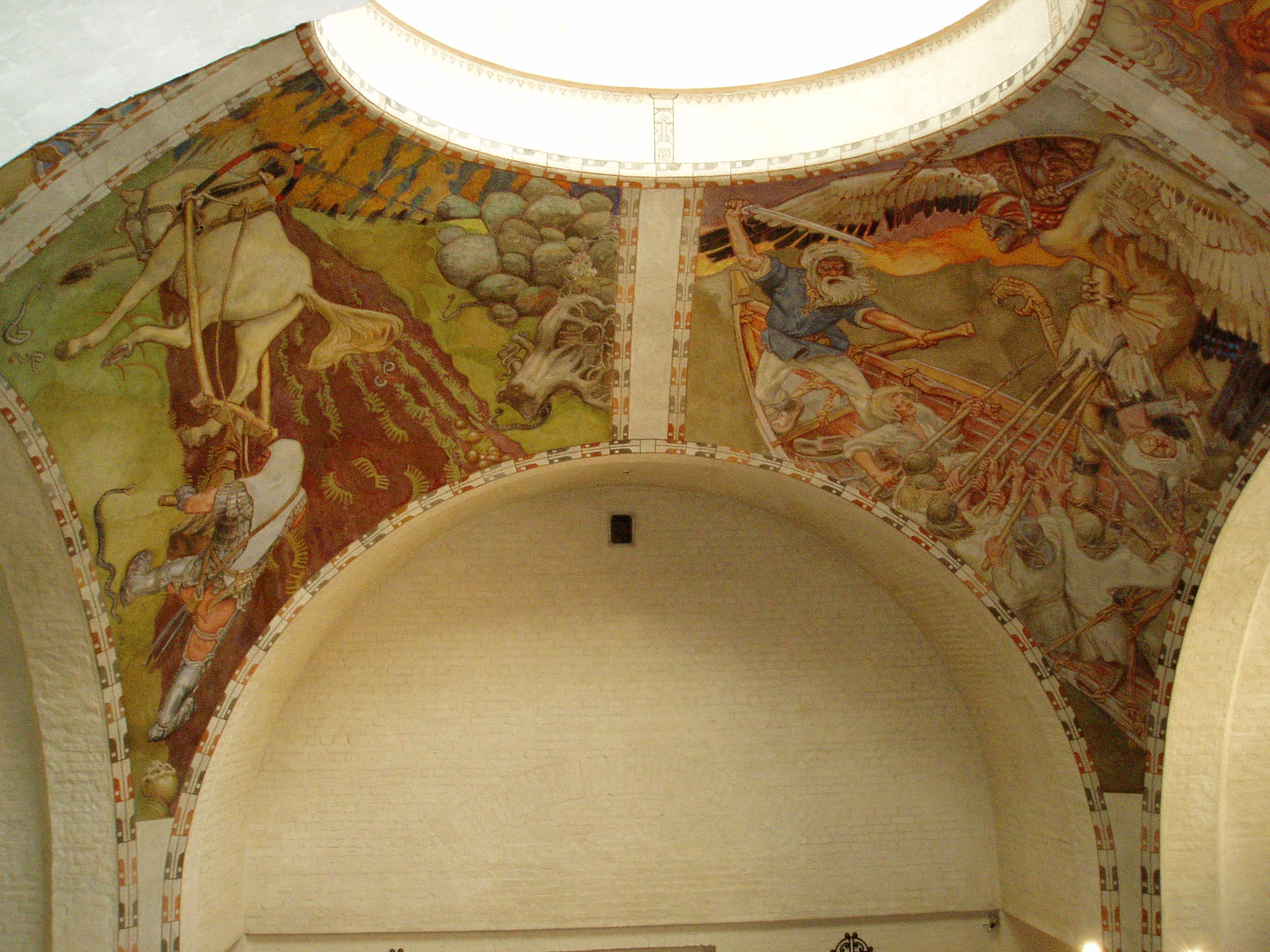
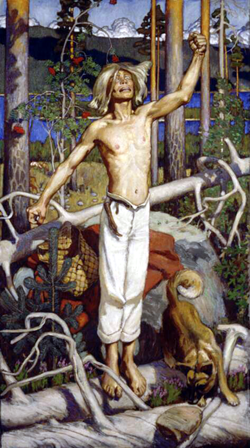
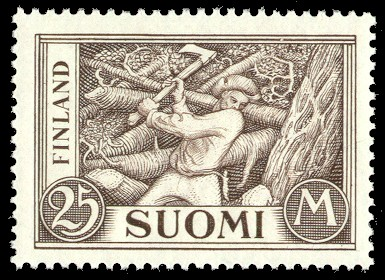
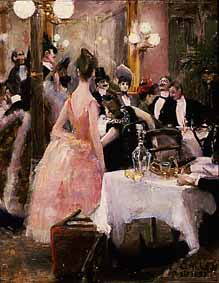
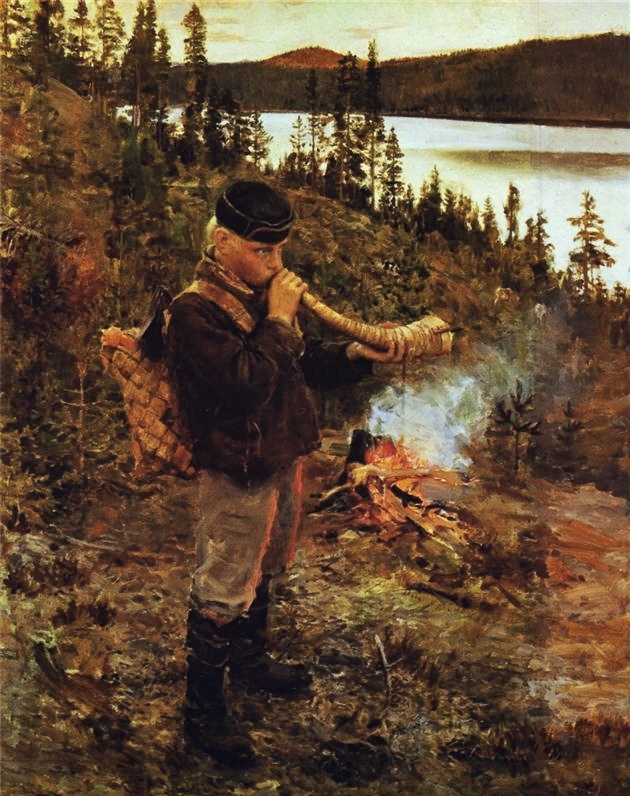
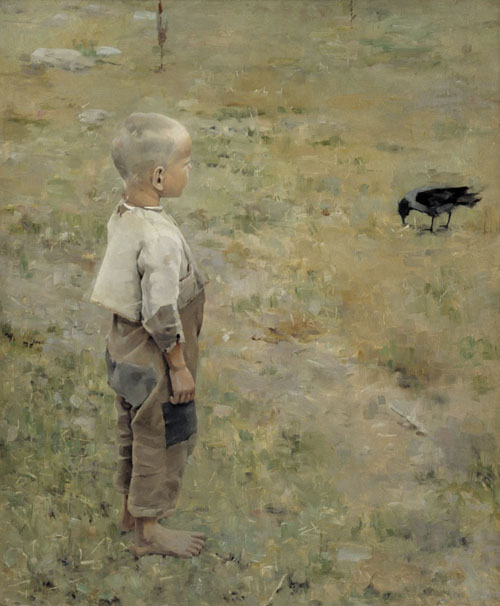
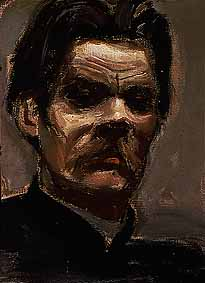
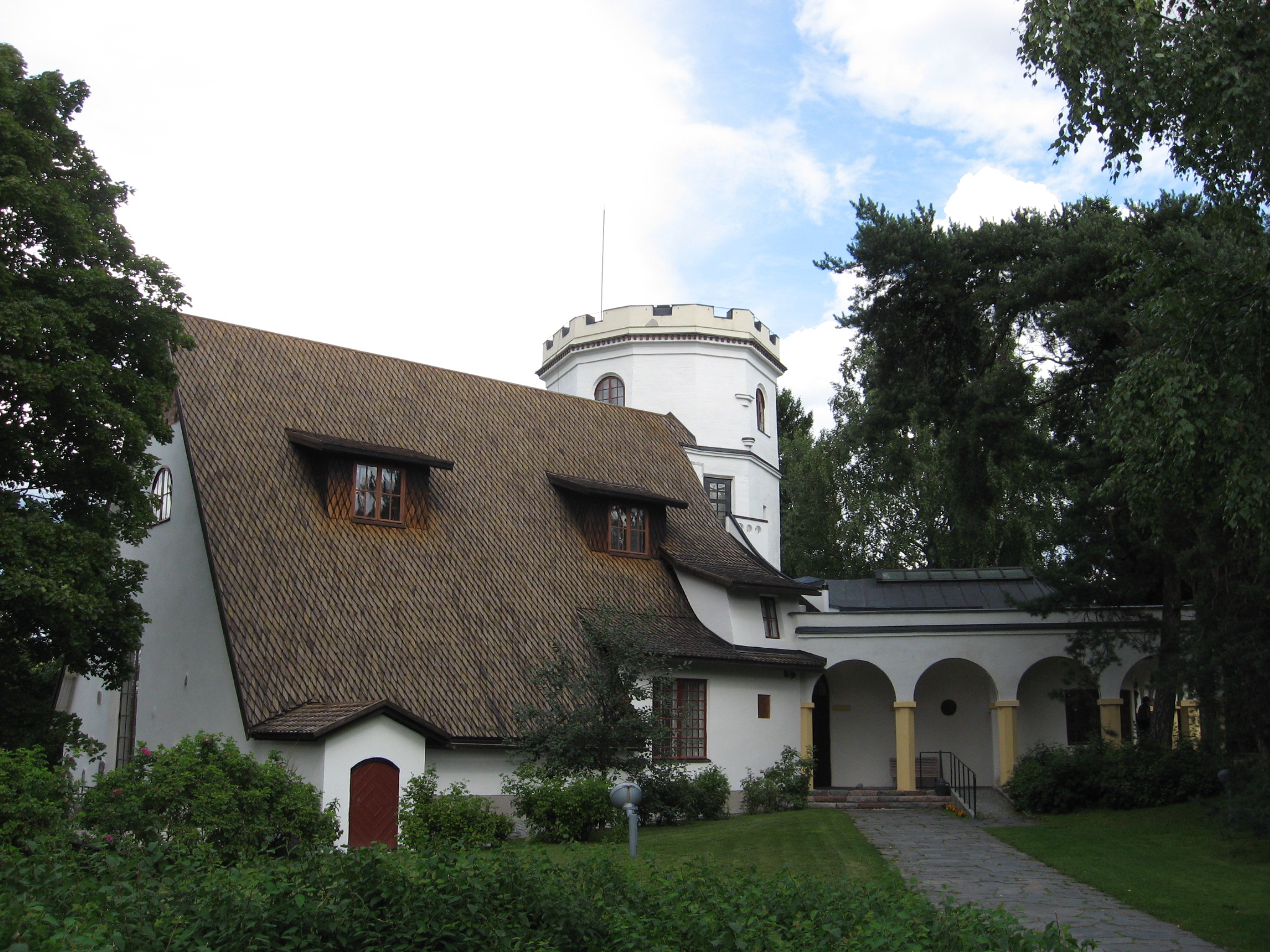
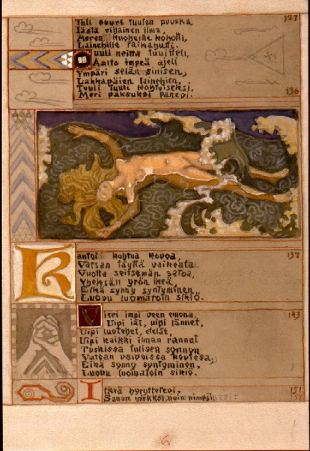
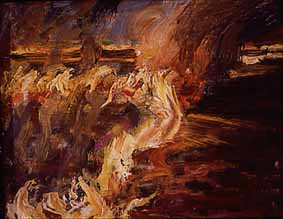
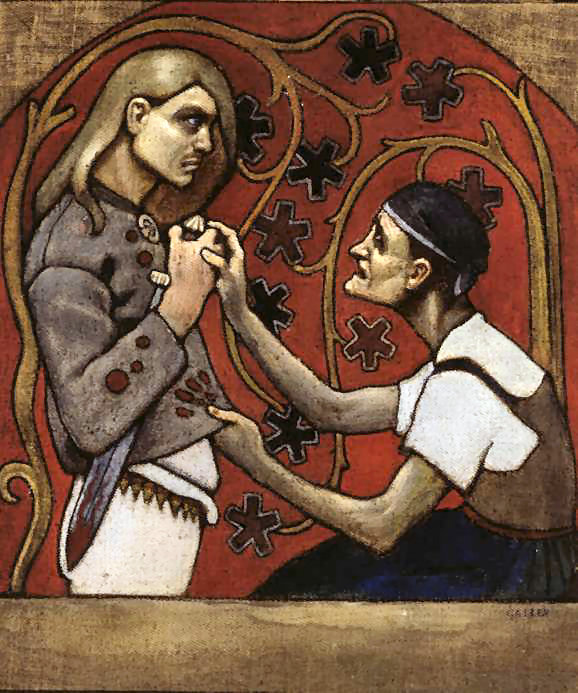
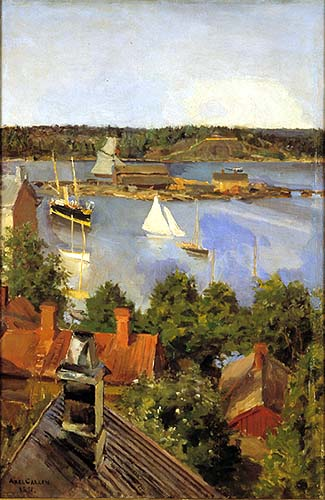
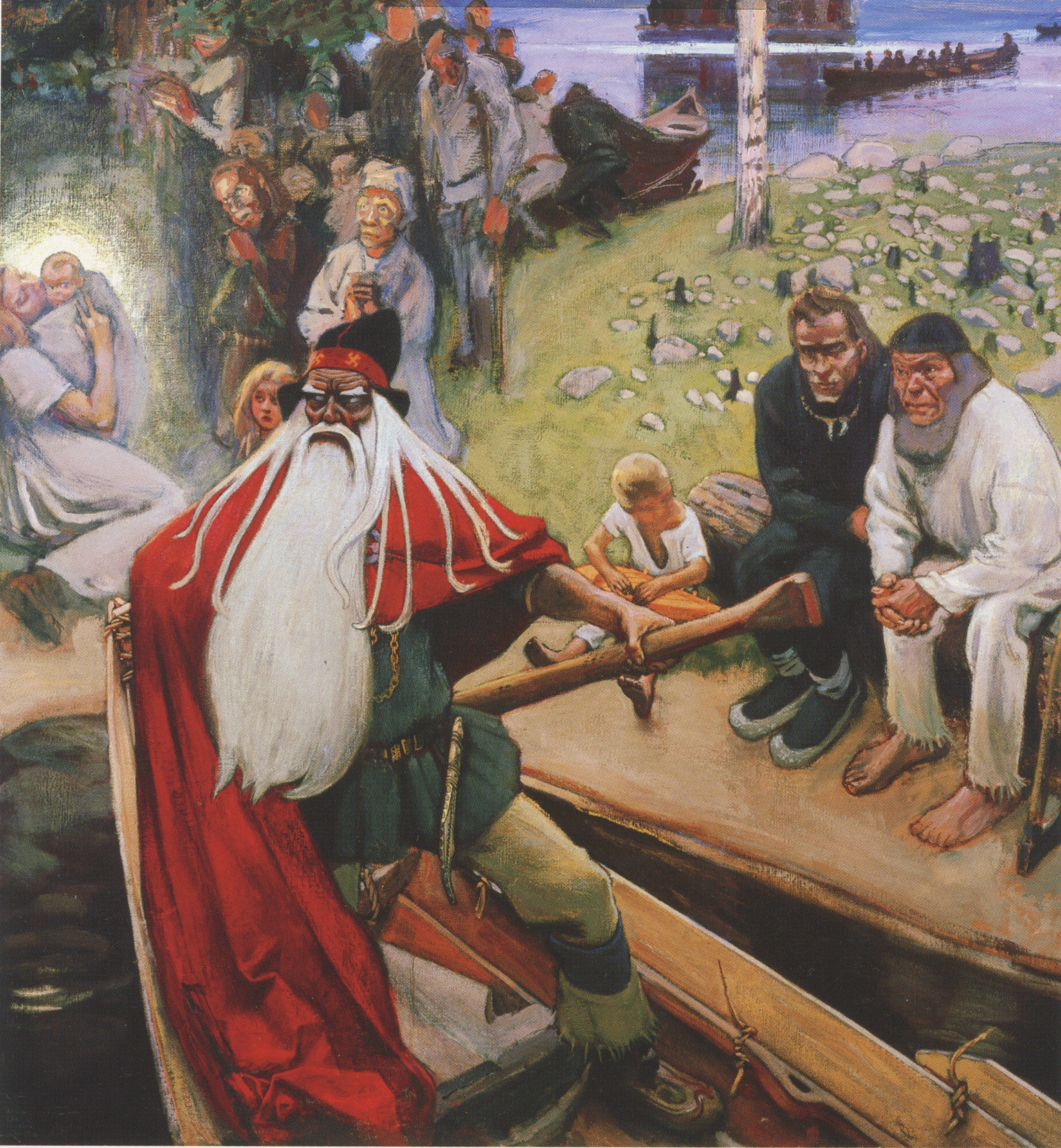

## وصلات خارجية
- أكسيلي غالن كاليلا على موقع ميوزك برينز (الإنجليزية)

- Gallen-Kallela Museum website
- Painting of the Month, July 2004
- (بالإنجليزية) View some of his pictures (VaasaPages.com)